# Teatro inglese
Con l'espressione teatro inglese si intendono tutte le forme di spettacolo drammatico provenienti da uno specifico Stato del continente europeo, l'Inghilterra. In senso allargato vi si includono alcune forme drammatiche britanniche della metà dello scorso millennio, in virtù del fatto che la storia del teatro degli stati britannici ha avuto il suo fulcro proprio a Londra.

## Forme arcaiche drammatiche
Nell'intera Gran Bretagna è possibile rinvenire tracce di drammi arcaici denominati agon (generalmente, conflitto) di genesi popolare e campestre, agiti nel periodo invernale delle feste sia nelle case dei cittadini che nelle sale di ritrovo degli stessi. Privi di testo scritto e dunque basati sul mito pagano della comunità alla quale appartenevano, erano strutturati sulla forma dialogica tra più attori mascherati, che prendevano nomi differenti a seconda del luogo della rappresentazione: in Inghilterra venivano definiti Mummers (termine usato anche in Irlanda), Tipteers o Soul-cakers, in Cornovaglia Geese-dancers, Goloshans o Guisers in Scozia.
Dei ludi popolari arcaici ben poco è rimasto e raramente vengono rappresentati. La struttura drammatica che li costituiva era comunque abbastanza definita e presenterà alcune similitudini col teatro medievale successivo: di norma un protagonista, il quale incarnava un esempio non di virtù (caratteristica che sarà poi del teatro religioso a partire da quello medievale) ma di caratteristiche positive, si trovava di fronte ad una sfida che poteva culminare con la sua morte e successiva resurrezione per mezzo delle arti magiche di un altro personaggio e alla quale succedeva un festeggiamento collettivo.

## Teatro medievale

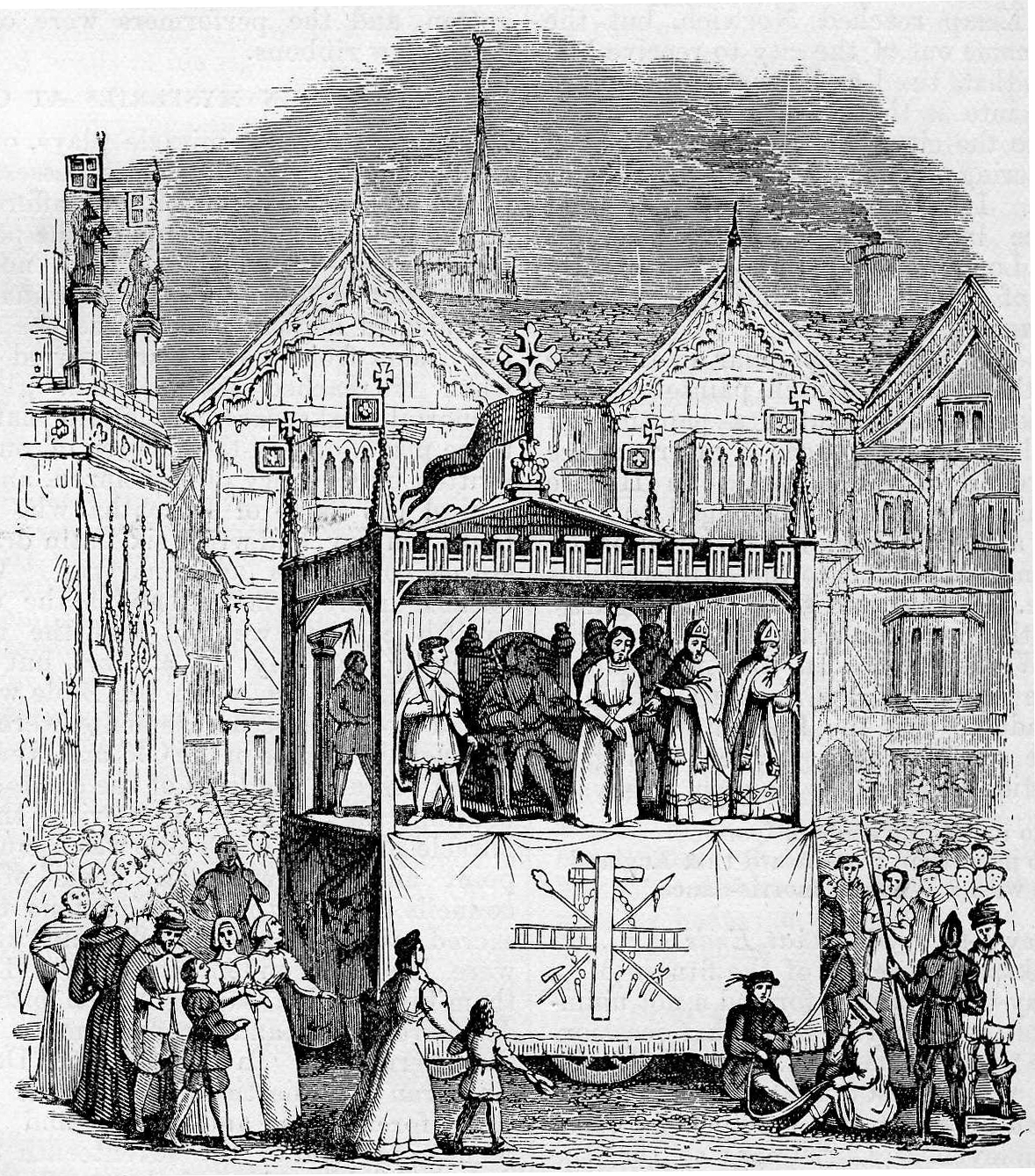
Un pageant utilizzato nel Ciclo di Chester

Dopo la caduta dell'Impero romano d'Occidente ed il successivo imporsi della cultura e civiltà cattolica in Europa, le forme teatrali pagane furono aspramente combattute dalla Chiesa, che le considerava sinonimo di pericolosità per la moralità sociale. Sopravvissero, nell'alto Medioevo, giullarate e spettacoli di intrattenimento di menestrelli e buffoni, ma il materiale al loro riguardo è piuttosto scarso e, in genere, si tratta di fonti storiche di seconda mano.

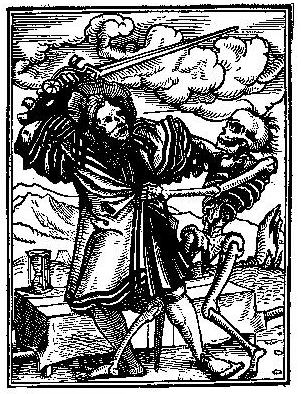
Mankind, protagonista dellEveryman, lotta con la Morte.

Il teatro risorse come fenomeno religioso grazie all'interpretazione delle Sacre scritture in forma drammatica, impersonate da laici all'interno delle chiese e via via spostatesi all'esterno di esse, su sagrati e piazze pubbliche. Grazie ai pageants, carri mobili sui quali avveniva una rappresentazione, lo spettacolo divenne itinerante e nacquero vere e proprie compagnie teatrali, senza alcun riconoscimento professionale o sociale, che portarono i propri repertori di matrice religiosa in giro per le città. Il fenomeno delle rappresentazioni di carattere religioso ebbe vasta diffusione in tutta l'isola britannica tra il XIII ed il XV secolo, per poi essere abolite da Enrico VIII nel 1548 e riprese da Maria Tudor, che le vide di nuovo proibite da Elisabetta I a causa del differente, seppur non fervente, orientamento religioso.

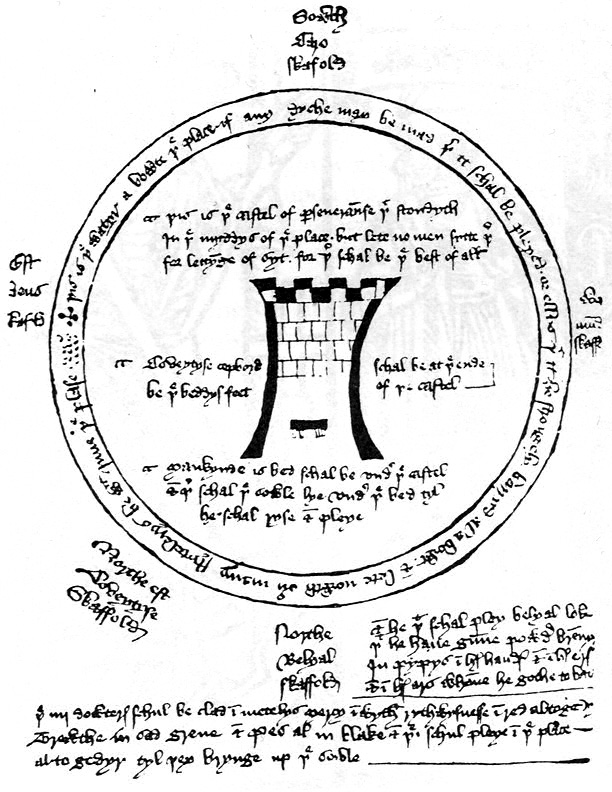
Un diagramma illustra la disposizione delle mansiones nel The Castle of Perseverance

Le Sacre rappresentazioni ebbero in Inghilterra il loro apice con i mystery plays (anche detti miracle plays) e i morality plays: mentre i primi erano la drammatizzazione delle vite dei santi e delle vicende bibliche più celebri, i secondi portavano in scena la lotta dell'uomo contro le passioni e la lotta contro di esse delle virtù, rappresentate entrambe in scena da attori reali con l'ausilio di una sempre più precisa e spettacolare scenografia. Mentre in Inghilterra prevaleva l'uso di stazioni tra loro separate, ognuna rappresentante un differente luogo scenico, in Scozia si utilizzava il palcoscenico alla francese, costituito da un solo lungo praticabile sullo sfondo del quale erano dipinti o costruiti i vari ambienti in successione. Si calcola che nel periodo di massima diffusione si tennero nell'intera Gran Bretagna rappresentazioni in oltre 125 città: ci sono pervenuti molti testi scritti di esse, alcuni dei quali organizzati in cicli che presero il nome delle città di allestimento: tra i più celebri miracle plays si ricordano il Ciclo di Chester (della metà del Trecento), il Ciclo di York (successivo al 1350), il Ciclo di Wakefield (1425 circa) ed il Ciclo di N-Town (1468). Dal lato delle moralities, il più celebre rimane l'Everyman del tardo XV secolo mentre il più antico e lungo è il The Castle of Perseverance, sempre dello stesso secolo.
Proprio grazie alla sempre maggiore diffusione di queste forme di sacra rappresentazione le compagnie laicali che le allestivano iniziarono a costituirsi come vere e proprie compagnie professioniste, sebbene il loro repertorio fosse limitato ed il loro riconoscimento sociale nullo. Certo è che la scenotecnica ebbe invece notevoli sviluppi.
Il teatro pagano e popolare, demonizzato dalla Chiesa, sopravvisse in minima parte nei Mummer's plays di origine arcaica, e negli spettacoli dei giullari e trovatori, il cui luogo d'esibizione deputato erano le corti dei signori inglesi, dalla cui struttura deriverà poi la forma architettonica particolare del teatro elisabettiano.

## Rinascimento

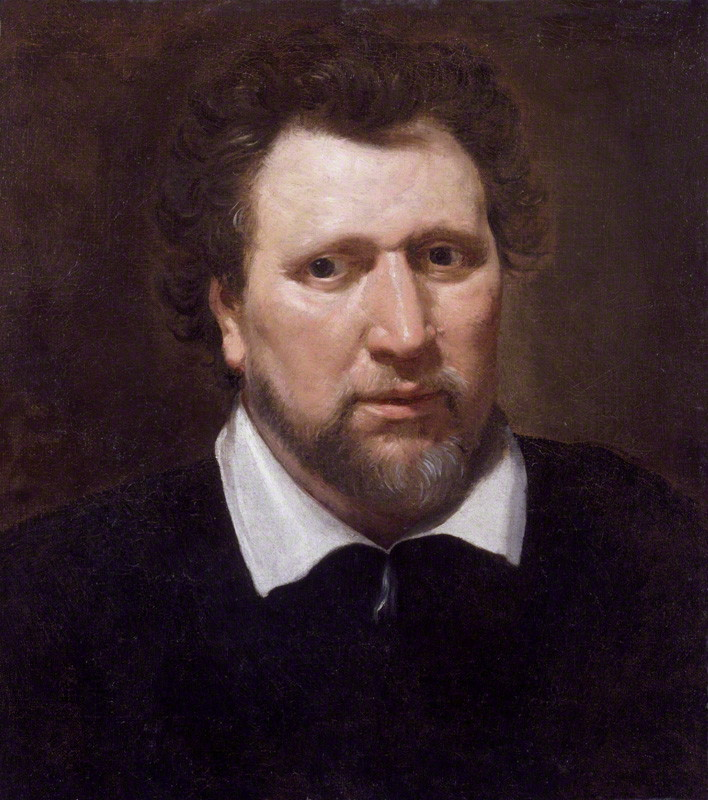
Ben Jonson

Nel periodo che va dalla fine del XV secolo alla metà di quello successivo, coincidente con lo sviluppo del Rinascimento inglese, ebbero vasta risonanza gli interludi, forme drammatiche di intrattenimento rappresentate nelle corti dei nobili e derivanti dalle moralities, ma di argomento non religioso: al contrario delle moralità classiche, il ruolo del protagonista era del signore che ospitava lo spettacolo e che lo vedeva non alla ricerca della salvezza eterna dell'anima, bensì della felicità terrena, discostandosi così enormemente dalle finalità del teatro religioso. Non di rado negli interludi era contenuta una propaganda politica: poiché prendevano spunto dalla contemporaneità, accadeva che l'autore prendesse posizione nei confronti di un accadimento come nel King John di John Bale, nel quale l'autore dichiarava la tesi dell'omicidio di Giovanni Senzaterra da parte dell'arcivescovo di Canterbury. Nella drammaturgia degli interludi vi è inoltre la possibilità di scorgervi elementi di derivazione classica, soprattutto degli autori latini e della novellistica italiana, che rimarrà un punto di riferimento anche per la produzione drammatica successiva.
La presentazione scenica degli interludi era caratterizzata dal dialogo di più attori con un accompagnamento musicale composto sovente da piffero e tamburino. Degli interludi possediamo circa 80 frammenti di copioni che coprono un arco temporale che va dal 1466 al 1576. Tra i maggiori autori del genere vanno ricordati innanzitutto John Heywood, John Rastell, Henry Medwall, John Redford, Nicholas Udall. Proprio Udall viene ricordato come l'autore della prima commedia in lingua inglese: si trattava del Ralph Roister Doister del 1535, una versione modificata del Miles Gloriosus di Plauto. Il primo interludio pervenutoci completo viene invece genericamente identificato nel Fulgens and Lucrece di Henry Medwall, composto negli ultimi anni del Quattrocento.
Gli interludi, per il loro carattere politicizzato e colto, erano indirizzati ad un pubblico ben preciso: sullo stesso stile, ma di argomento comico e leggero, si inserivano le farse, rappresentate nelle piazze per il popolo.
Di derivazione medievale fu il masque, genere teatrale nato in principio da un carnascialesco corteo di maschere che, accompagnate da musica, allietavano le serate dei nobili e trasformato poi in una vera e propria opera teatrale anni dopo da Ben Jonson, che vi costruì impianti drammaturgici tali da renderlo celebre autore di tali spettacoli.

## Il teatro elisabettiano

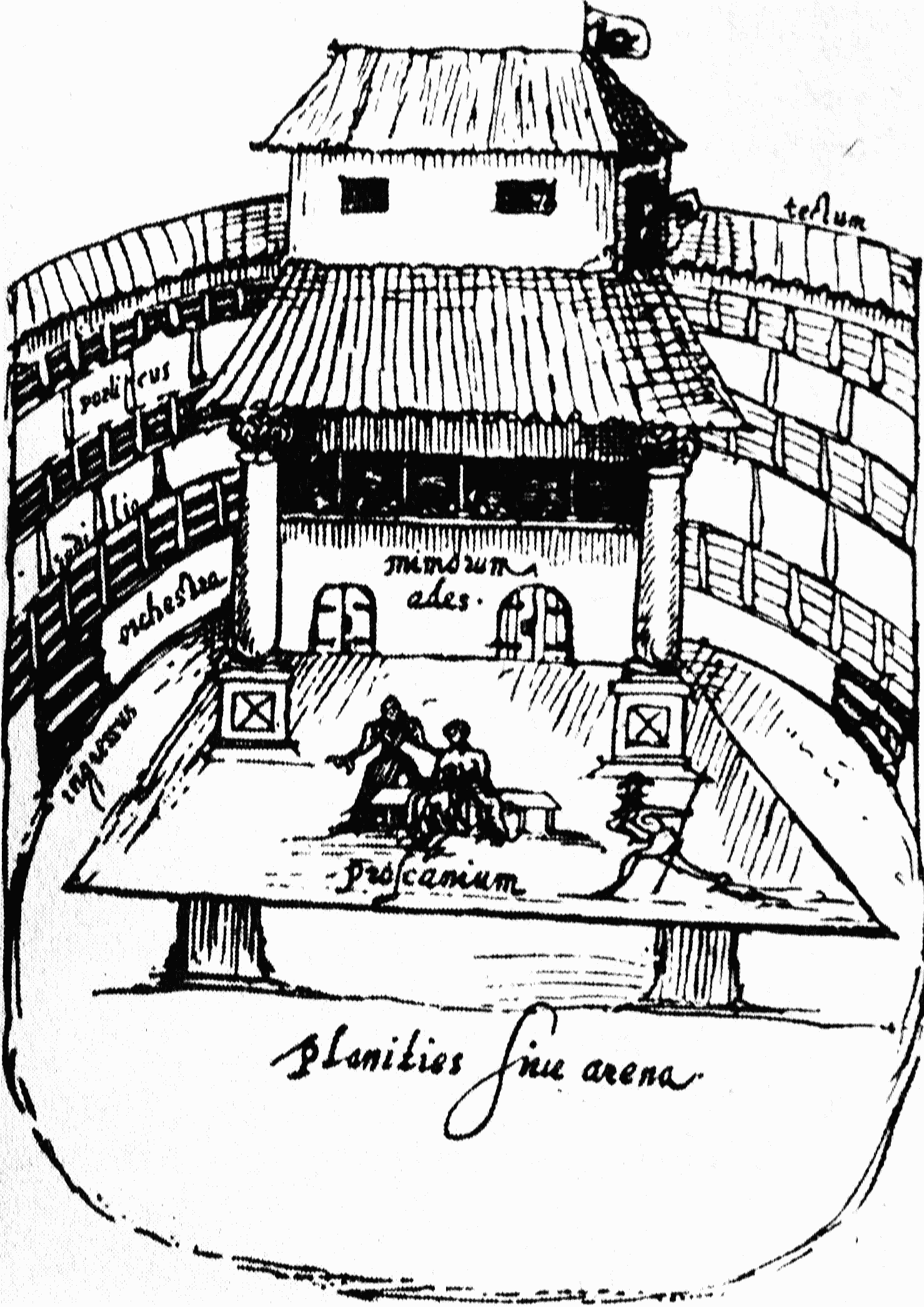
Un teatro elisabettiano

Il teatro elisabettiano fu uno dei momenti di maggiore intensità del teatro inglese. Sotto questo nome si suole identificare la produzione teatrale collocata tradizionalmente fra il 1558 e il 1625, durante i regni dei sovrani britannici Elisabetta I d'Inghilterra e Giacomo I d'Inghilterra. Il termine, nella sua accezione di teatro rinascimentale inglese, si estende ai fenomeni teatrali fioriti nel periodo che va dalla riforma anglicana alla chiusura dei teatri nel 1642, a causa del sopraggiungere della Guerra Civile, comprendendo quindi anche buona parte del regno di Carlo I.
La produzione del periodo successivo al 1603 (anno della morte della regina) è talvolta definita in modo distinto come il teatro dell'età giacobita (jacobean) e presenta caratteri differenti dal precedente, di cui è l'evoluzione.
Il teatro di tutto il periodo viene tradizionalmente associato a due grandi figure: la regina Elisabetta, da cui trae il nome, e il drammaturgo William Shakespeare, massimo esponente di questo periodo e considerato tuttora uno dei maggiori autori teatrali a livello mondiale.

Sotto il regno di Elisabetta l'Inghilterra vide, nonostante gli attacchi dei puritani che non gradivano l'arte teatrale poiché vi scorgevano i tratti di attività ludiche che potessero allontanare i fedeli dal credo, una fioritura impressionante delle attività connesse allo spettacolo: l'associazionismo portò alla nascita di numerose compagnie configurate come un organismo moderno con tanto di autore, attore e scenografi, che prendevano sovente il nome del nobile finanziatore ricevendone quindi una protezione più o meno ufficiale. Nacque la figura dell'impresario teatrale, quando il teatro si configurò come una vera e propria attività commerciale: sorsero, nonostante le difficoltà del caso, strutture teatrali debitrici nella forma e logistica delle vecchie sale dei nobili dove si svolgevano spettacoli di puro intrattenimento.

### L'architettura teatrale

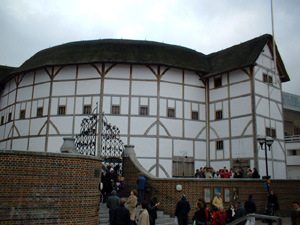
Esterno della ricostruzione del Globe Theatre a Londra

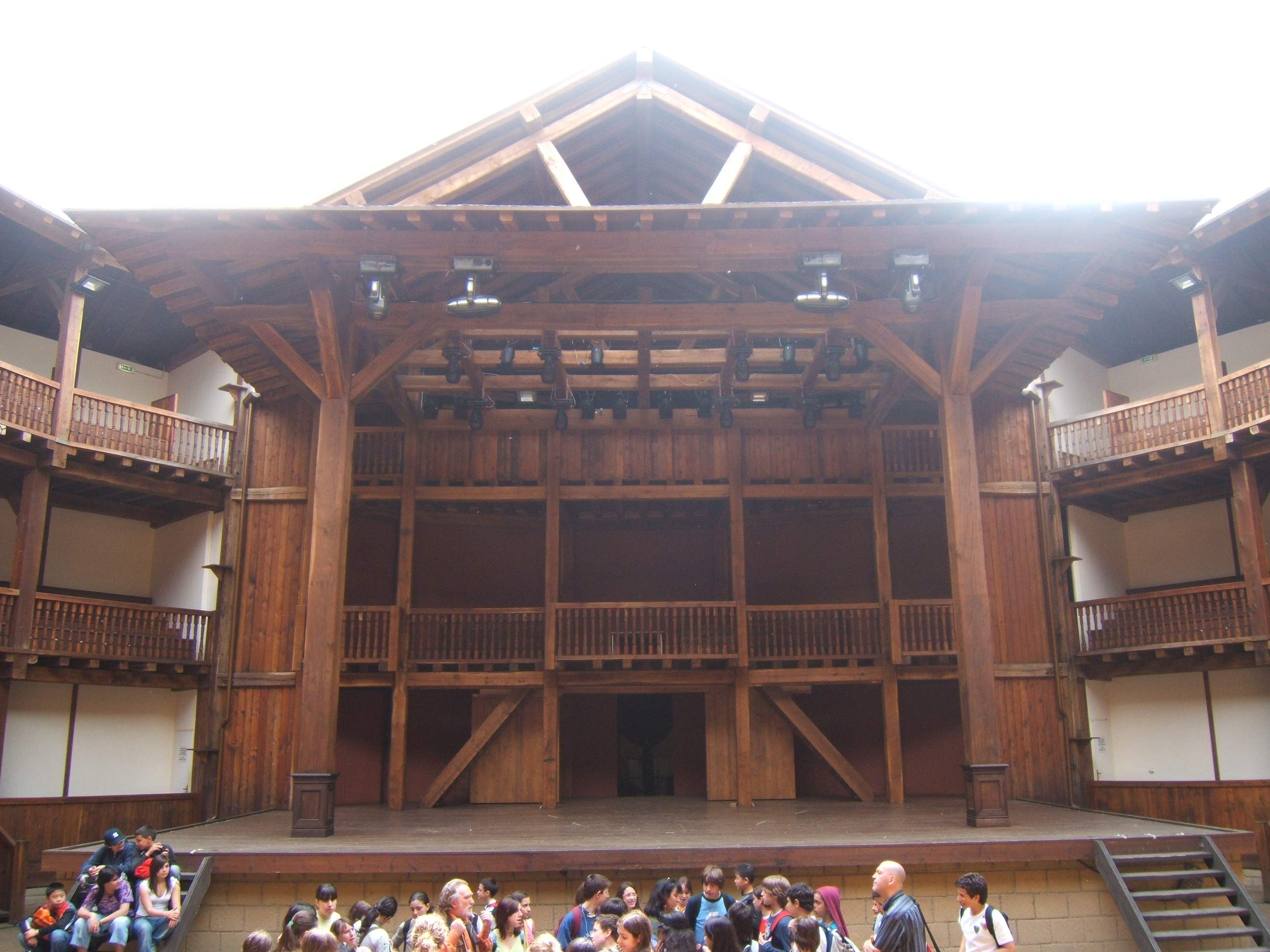
Il palcoscenico del Globe nella ricostruzione romana a Villa Borghese

Questi luoghi, chiamati playhouses, erano aperti al pubblico ed erano distanti, per rozzezza, dai raffinati teatri europei che stavano sorgendo nel resto del continente, il cui momento di massimo splendore fu rappresentato dalla concezione dello spazio del teatro all'italiana. Tra le numerose strutture teatrali vi erano il celebre Globe Theatre, il The Curtain, il The Rose ed altri ancora.
Le strutture lignee sorgevano fuori dal territorio comunale londinese dove il potere puritano, avverso all'arte teatrale, era meno forte. Di forma circolare, erano sprovviste di tetto e l'illuminazione era garantita dalla luce diurna nell'orario delle rappresentazioni, che avvenivano dal primo pomeriggio, per poi passare a quella delle candele e delle torce. Il palcoscenico, provvisto di sgabelli laterali dove sedevano alcuni spettatori e privo di sipario e di arco scenico, aveva un proscenio aggettante rialzato che dava nella platea dov'era il popolo, che assisteva in piedi alle messinscene. Alle spalle del palco vi era la continuazione delle gallerie del pubblico che si divideva in due parti: una al livello del palco e praticabile detta inner stage , l'altra al secondo livello detta upper stage: entrambe erano utilizzate come luoghi dell'azione scenica, e alle spalle dell'upper stage, nascosta, si celava l'orchestra musicale, che suonava non a vista.

### La drammaturgia

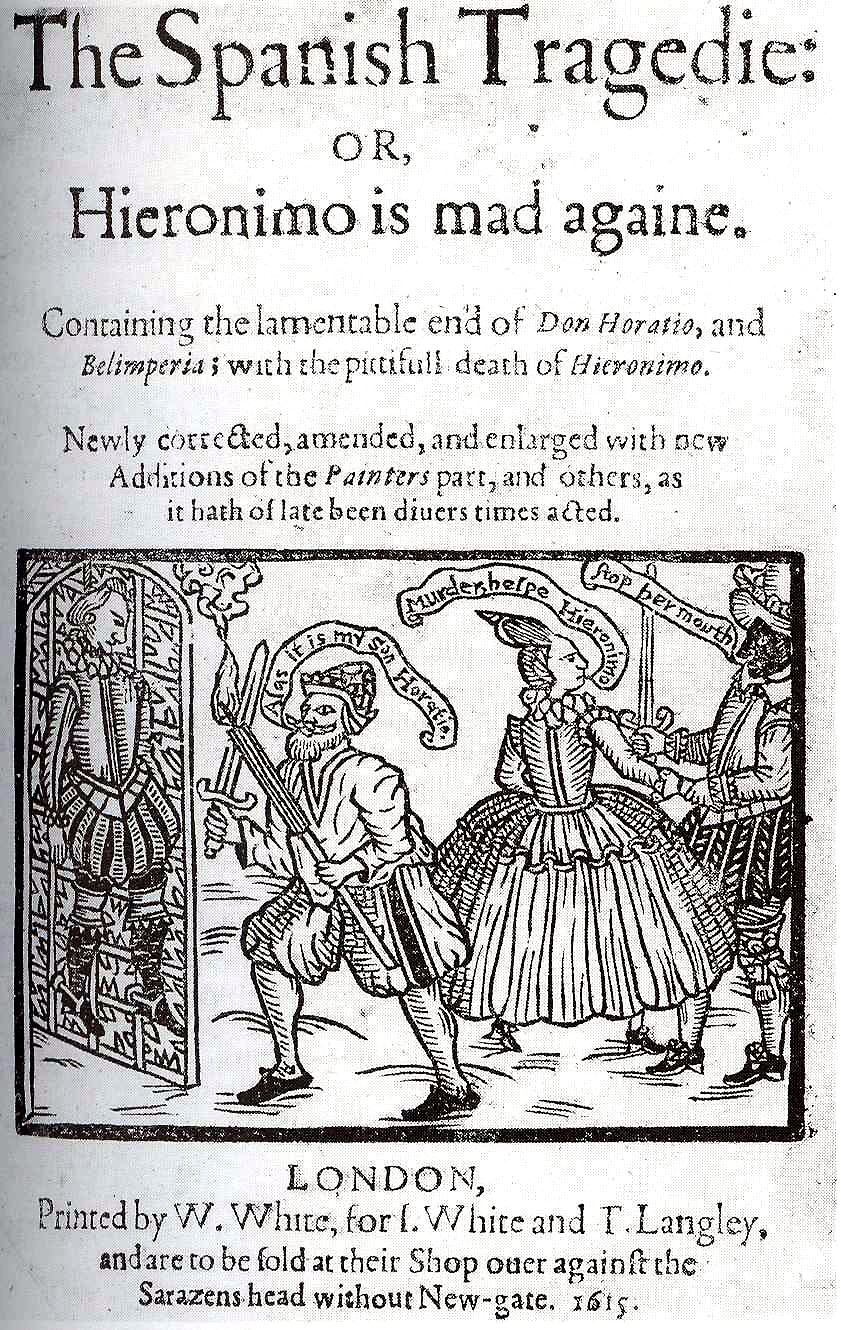
Frontespizio de La tragedia spagnola di Thomas Kyd

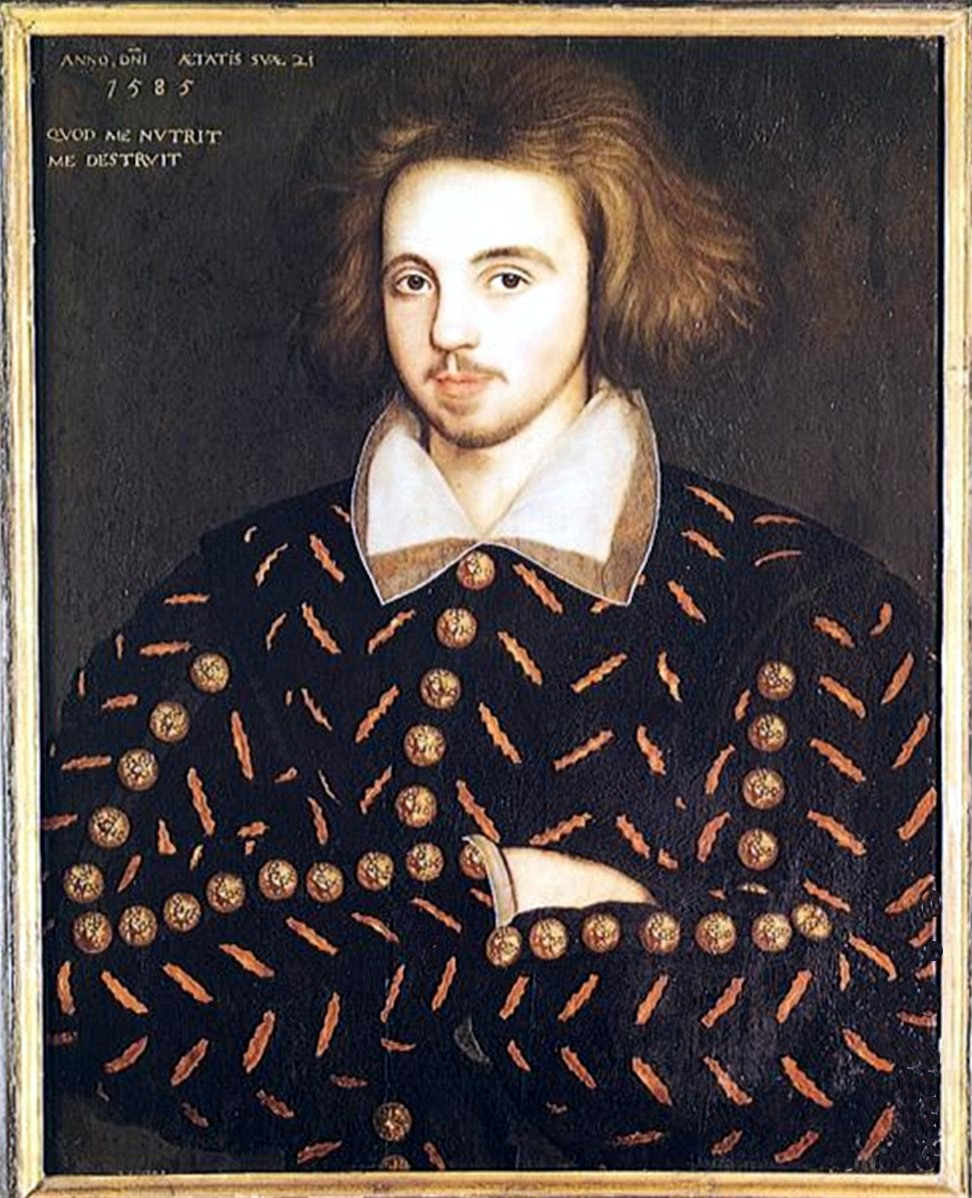
Christopher Marlowe

La produzione teatrale scritta destinata ad un pubblico d'élite prese il nome di University wits (tradotto, ingegni universitari), intendendo con questa una schiera di drammaturghi che alzarono il livello medio della drammaturgia d'epoca, inserendovi riferimenti colti e attingendo alla propria cultura universitaria. Tra questi vanno ricordati John Lyly, Thomas Lodge, Christopher Marlowe, Robert Greene, Thomas Nashe, George Peele.
Se Lyly riprese nelle commedie la mitologia classica e le leggende per celebrare i fasti del regno elisabettiano come una ripresa dell'età dell'oro, George Peele incentrò la sua produzione sui drammi patriottici e storici, mentre Robert Greene si riservò di attingere ampiamente alla letteratura fantastica derivante dalla novellistica.
Christopher Marlowe, spirito inquieto e ribelle, rivendica fortemente l'autorialità del singolo a scapito della produzione plurale frutto di collaborazioni: la tensione dialettica delle sue opere miste ad una dose di volontà di stupire e di stravolgere l'ordine costituito sono riscontrabili in opere come Tamerlano il Grande del 1587-1588, dove il personaggio principale diviene stereotipo del protagonista marlowiano, ossia l'uomo venuto dal nulla che raggiunge il potere imponendo il suo pensiero al di sopra delle ipocrisie sociali con una dose di sarcasmo e sfacciataggine che lo pongono in atteggiamento di sfida. Ancor più celebre è il suo Doctor Faustus del 1588-1593, dove trasforma un libello in dramma dalle tinte fosche e luciferine, in una celebrazione del dramma dell'interiorità che lo renderà celebre ai posteri per l'innovativo messaggio contenuto.
Lontano dalla formazione universitaria fu invece Thomas Kyd, di cui ci rimane il testo La tragedia spagnola (1582-1592) che si configura come la prima tragedia di vendetta (revenge tragedy) ed è articolato su più livelli metateatrali grazie all'utilizzo del discorso drammatico diviso tra i personaggi che agiscono le scene e il coro di fantasmi che le commenta.

#### William Shakespeare

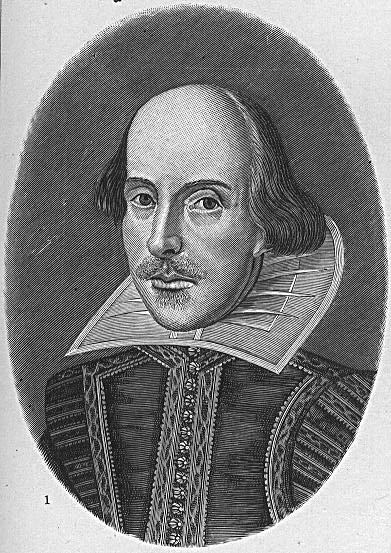
William Shakespeare

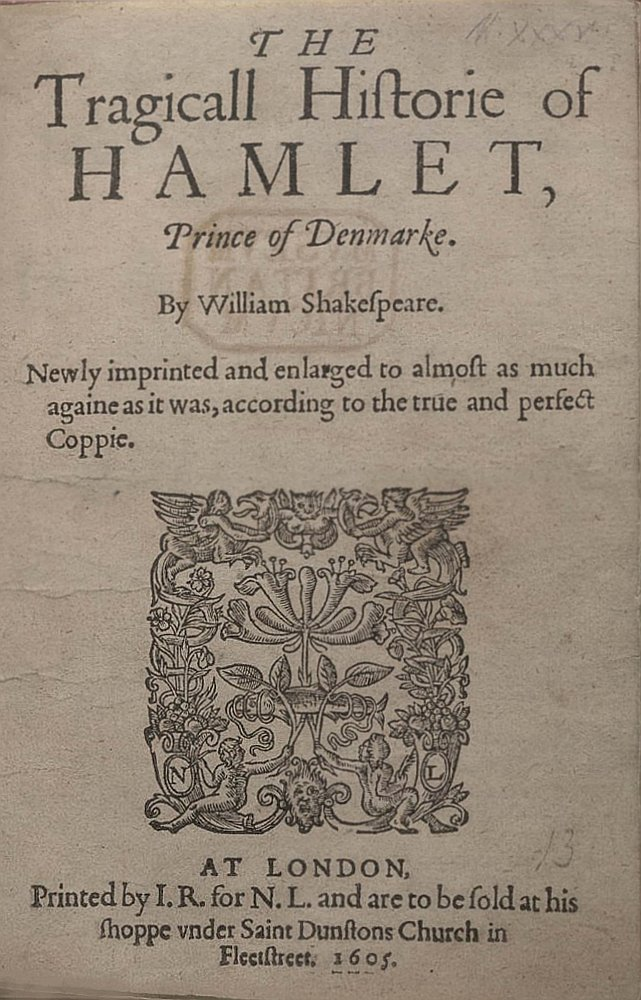
Il frontespizio del secondo quarto dellAmleto

William Shakespeare (1564-1616) è considerato all'unanimità uno dei maggiori drammaturghi a livello mondiale, per la ricchezza delle sue opere e l'universalità dei messaggi dalle forti tinte contenuti in esse.
Dei suoi lavori ci sono giunte tragedie, commedie e drammi storici, per un totale di 40 opere, la maggior parte delle quali di certa attribuzione:

Tragedie: Romeo e Giulietta, Macbeth, Re Lear, Amleto, Otello, Tito Andronico, Giulio Cesare, Antonio e Cleopatra, Coriolano, Troilo e Cressida, Timone di Atene.
Commedie: Le allegre comari di Windsor, La bisbetica domata, Cimbelino, Come vi piace, La commedia degli errori, La dodicesima notte, I due gentiluomini di Verona, I due nobili congiunti, Il mercante di Venezia, Misura per misura, Molto rumore per nulla, Pene d'amor perdute, Pericle- principe di Tiro, Il racconto d'inverno, Sogno di una notte di mezza estate, La tempesta, Timone d'Atene, Tutto è bene quel che finisce bene.
Drammi storici: Riccardo III, Riccardo II, Enrico VI-parte I, Enrico V,-parte II, Enrico VI- parte III, Enrico V, Enrico IV- parte I, Enrico IV- parte II, Enrico VIII, Re Giovanni, Edoardo III.
Le opere di Shakespeare, più volte rimaneggiate e riadattate alla contemporaneità, furono in periodi diversi riprese con successo dalla maggior parte degli attori e delle compagnie inglesi. Ad oggi il suo lavoro è considerato tra i punti più alti della drammaturgia di tutti i tempi.

#### Altri protagonisti
Dal punto di vista della produzione drammatica, oltre a Shakespeare agirono per le scene numerosi autori, alcuni dei quali di stampo profondamente classicheggiante quali Samuel Daniel, William Alexander, Fulke Greville, Lord Brooke e William Alabaster, che si rifacevano ai moduli tragici senechiani e le cui opere, di rado rappresentate, erano destinate ad una cerchia elitaria distante dalle rumorose playhouses. Il gusto degli spettatori si spostò pian piano sulla tragicommedia, sebbene tragedie e commedie furono ancora rappresentate fino alla chiusura dei teatri nel 1660 per volere dei puritani. 

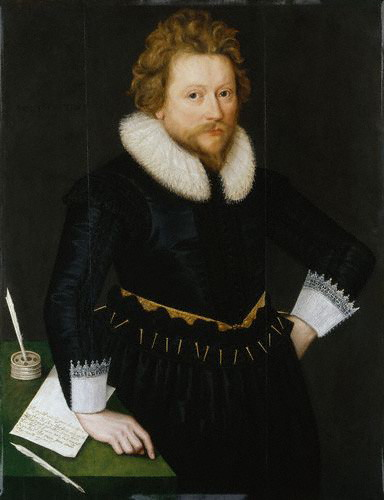
John Fletcher

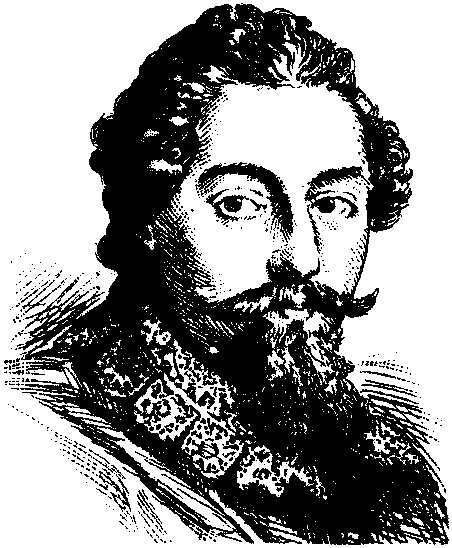
Francis Beaumont

Di altro stampo erano gli autori di mestiere i quali, ad eccezione di Thomas Dekker, possedevano una buona cultura di base pur senza farne puro esercizio di stile: la loro produzione era quindi finalizzata essenzialmente alla rappresentazione. Francis Beaumont e John Fletcher lavorarono in alcuni drammi in coppia e Fletcher in particolare collaborò con Shakespeare nella stesura de I due nobili congiunti. Sebbene Beaumont fosse più dotato di Fletcher fu quest'ultimo ad assicurarsi larga fama presso i contemporanei.
Dall'apice del teatro elisabettiano si giunse poi ad un sostanziale inaridimento della drammaturgia, sebbene vi siano autori che si siano ampiamente distinti nel loro lavoro. La ricerca di precise fonti sul loro lavoro è però difficile, anche a causa della distruzione di numerose fonti storiche nell'incendio di Londra del 1666.
George Chapman fu autore di varie commedie e tragedie di stampo ampolloso e stereotipato mentre John Marston lo fu di tragedie ideate per gruppi di fanciulli. Della produzione di Thomas Heywood ci sono giunti 24 lavori di cui uno, A Woman Killed wirh Kindness, si configura come dramma domestico, mentre autore principalmente di city comedies fu Thomas Middleton, la cui produzione è di difficile attribuzione per la elevata quantità di collaboratori di cui si servì per completare le proprie opere.
Ben Jonson fu contemporaneo di Shakespeare, ma profondamente differente per la produzione drammaturgica. Erudito e raffinato quanto mondano socialmente ma schivo personalmente, lasciò ai posteri una copiosa produzione di masque e di drammi. Tra i più celebri vi sono Ognuno nel suo umore del 1598 o il Volpone del 1606. In qualche modo Jonson fu portavoce di un'aspra critica nei confronti della mancanza di cultura del teatro del suo tempo, inneggiando questo a più alti valori di dignità e sapienza, senza essere però in alcun modo un ammonitore del genere.
Altri autori minori furono Nathanael Field che fu autore di city comedies, Richard Browne, Robert Davenport, John Ford e James Shirley. Se Ford preferì il sensazionalismo scabroso, Shirley fu più pacato nei toni con le sue tragicommedie e commedie brillanti nelle quali si ravvisa una capacità letteraria notevole, adatta più alla lettura che alla messinscena.

### Il sistema teatrale

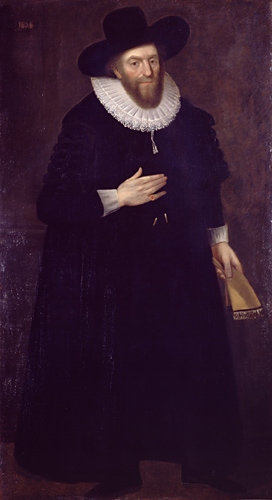
Edward Alleyn, uno tra i più celebri attori dell'epoca.

Nel periodo di maggior fioritura del teatro elisabettiano Londra fu l'epicentro della vita dello spettacolo dal vivo inglese. Costruiti su terreni non assoggettati completamente all'autorità comunale, i teatri sorsero di grande capienza e prevalentemente in legno, a partire dalla seconda metà del sedicesimo secolo.
Gli attori si costituivano in associazioni che si spartivano i dividendi degli introiti (costituiti dal pagamento del biglietto di ingresso da parte degli spettatori) in quote stabilite dal contratto iniziale sottoscritto, alla stregua di moderni azionisti di una società. I drammaturghi scrivevano per specifiche compagnie che detenevano i diritti delle rappresentazioni, sebbene talvolta essi venissero violati, nella fattispecie di fronte ai successi di un lavoro. Ci sono giunti 24 nomi di compagnie operanti nel periodo elisabettiano, e tutte possedevano un "protettore" che dava il nome al gruppo: oltre ad agire nel teatro dove avevano sede, alla stregua delle moderne compagnie di produzione, che conteneva anche i costumi e la poca scenografia oltre che le suppellettili di scena, esse agivano anche in tournée sia nazionali che internazionali. Sovente, poi, venivano introdotte a corte per spettacoli privati da allestire in saloni che possedevano una struttura differente rispetto al teatro classico elisabettiano.

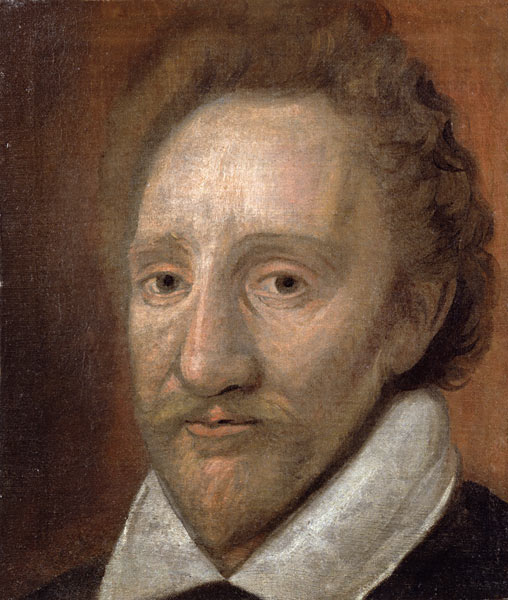
Richard Burbage, attore figlio dell'impresario teatrale James Burbage e a sua volta impresario.

In particolar modo nell'età elisabettiana si ebbe la fioritura di numerose compagnie teatrali, come i The Admiral's Men o i Lord Chamberlain's Men, nella quale lavorava Shakespeare, oltre che di figure di spicco come gli impresari James Burbage e Philip Henslowe. Compagnie di giro, che si produssero in tournée europee furono quella di Robert Browne, allievo del celebre attore Edward Alleyn, altro protagonista dell'epoca particolarmente apprezzato dalla regina Elisabetta. Se Alleyn era però interprete del modo garbato di recitare, dalla parte del fool, il comico danzatore grottesco è da ricordare William Kempe, erede di Richard Tarlton. Altra compagnia fu quella di George Webster, mentre pare che un certo John Kempe fu celebre in Italia agli inizi del Seicento.

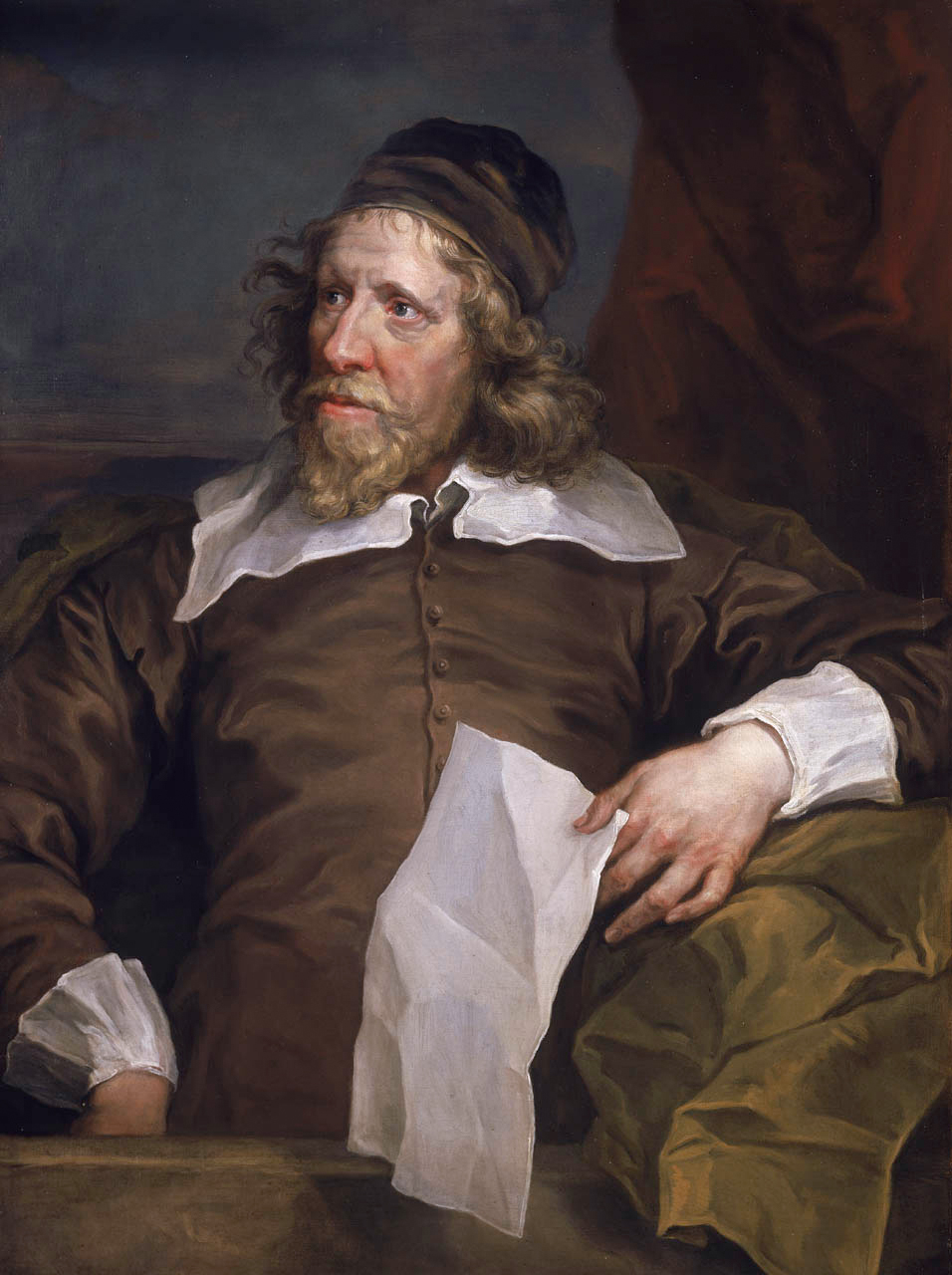
Inigo Jones ritratto da Anthony van Dyck

Numerosi sono i tentativi di ricostruzione della recitazione dell'epoca, sebbene essa non sia possibile da delineare se non sommariamente e per deduzione, vista la mancanza di fonti dirette. Quasi sicuramente non esistevano veri e propri copioni, in quanto la stampa era una pratica costosa e non di certo possibile per ogni spettacolo in allestimento: stampare copie per tutti gli attori era dunque poco probabile. Di certo, era necessaria un'indubbia capacità vocale, visto che i teatri erano all'aperto e non vi era un sistema di diffusione del suono. La scarsa scenografia di scena lasciava al testo il compito di illustrare l'ambiente nel quale agivano i personaggi.
Da ciò è possibile dedurre che all'elemento verbale fosse attribuita notevole importanza, proprio perché fungeva da elemento descrittivo della scena. Bisogna poi tener presente che alle donne era vietato intraprendere la carriera di attrice, per cui i ruoli femminili erano designati a giovinetti che, di certo, agivano molto diversamente da come agirebbe una donna.
Giunto il genere del masque al momento del suo massimo splendore, acquisì fama e importanza nel campo teatrale il nome dello scenografo ed architetto Inigo Jones, al quale di accreditano importanti innovazioni in campo scenico quali l'inserimento dell'arco di proscenio, fino ad allora non utilizzato in Inghilterra, o lo studio e l'applicazione delle quinte prospettiche sul palcoscenico.
L'imprenditoria teatrale era ormai una professione a tutti gli effetti sebbene non regolamentata, come molte altre, da nessuna specifica norma legale. Tra gli imprenditori celebri si ricordano James Burbage, che fu alla guida degli stabili The Theatre e The Curtain, poi passati al figlio James Burbage; Philip Henslowe, sotto la cui direzione passarono il Globe Theatre, il Fortune Theatre in società con l'attore Edward Alleyn, The Rose e The Hope; Francis Langley, che diede vita al The Swan.

### La fine
Il 1642 si configurò come un anno negativo per i teatri londinesi: convocato il Parlamento da Carlo I, alla vigilia della successiva guerra civile, i puritani imposero la chiusura dei teatri con il conseguente abbandono di ogni attività di intrattenimento. Tale situazione perdurò per diciotto anni, fino alla restaurazione della monarchia e all'ascesa al trono di Carlo II.
Sebbene la chiusura dei teatri valesse per l'intera nazione, alcuni spettacoli continuarono ad essere allestiti in clandestinità all'esterno della capitale. Sappiamo per certo che la Red Bull di Clerkenwell, un salone popolare dove si allestivano in gighe e farse alcune compagnie (tra cui, in seguito, quella della Regina Anna) lavorò clandestinamente, come dimostra l'arresto del comico Andrew Cane nel 1649. Nei grandi palazzi privati, inoltre, era d'uso dare rappresentazioni private, come dimostra la grande attività culturale della Holland House a Kensington sia dopo l'immediata chiusura delle playhouses sia nel corso della dittatura di Oliver Cromwell. Anche il poeta laureato William Davenant, protagonista del successivo periodo della restaurazione, mise in scena alcuni suoi lavori, come L'assedio di Rodi (The Siege of Rhodes) nel 1698 e arrivò a creare in Rutland House, una mansione affittata nella città di Londra, un vero e proprio teatro semi-clandestino nel 1656.
Soprattutto gli attori, privati del loro lavoro, si videro costretti o a ripiegare su altri mestieri o ad arruolarsi negli eserciti reali, mentre una minoranza preferì continuare la professione trasferendosi in altri paesi europei.

## La Restaurazione

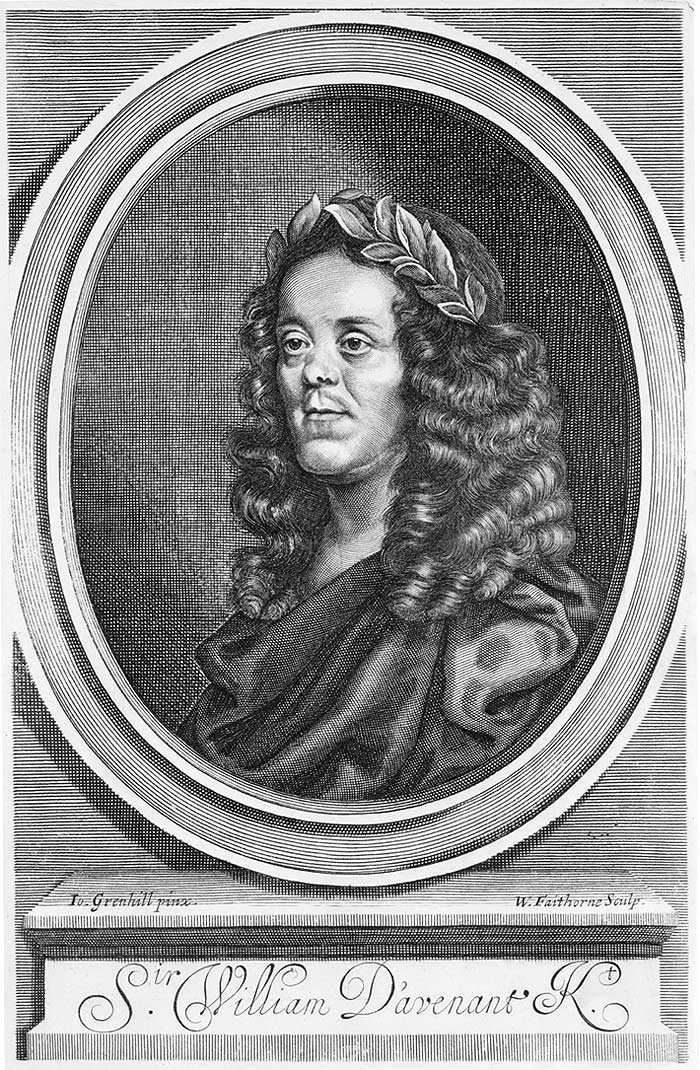
Il poeta William Davenant

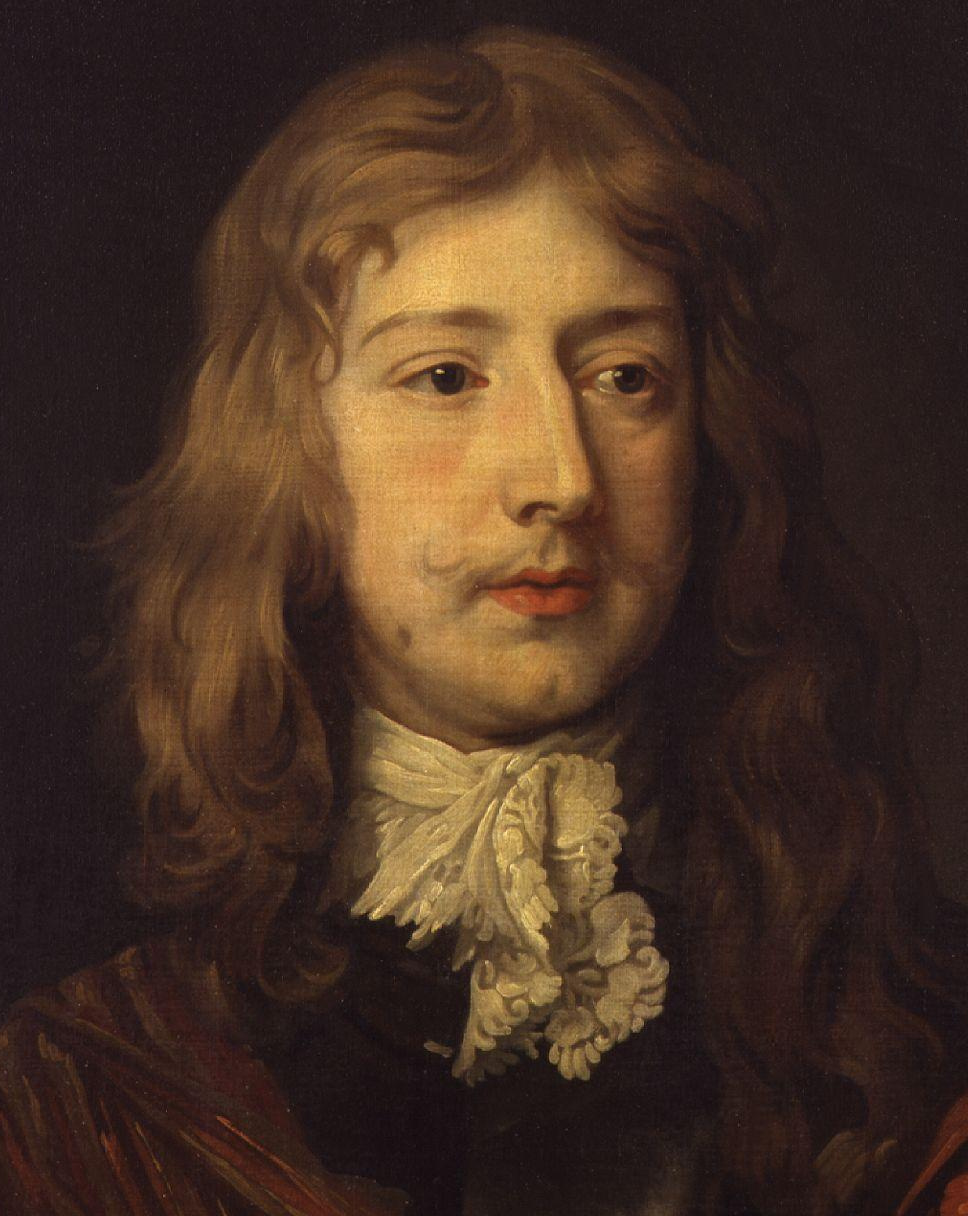
Thomas Killigrew in un dipinto di Antoon van Dyck

La Restaurazione fu il periodo successivo alla caduta del protettorato repubblicano di Richard Cromwell, figlio di Oliver e a lui succeduto, con la conseguente ascesa al potere di Carlo II, proclamato re, che ripristinò il potere monarchico della corona d'Inghilterra. Era il 1660: Carlo II, amante delle arti in genere, aveva vissuto un lungo periodo in Francia presso la corte del cugino Luigi XIV, dove aveva sviluppato una sensibilità verso un certo tipo di spettacoli di diversa fattura rispetto alla produzione teatrale precedente.
Già nel 1662 il sovrano delegò due cortigiani di fiducia, Thomas Killigrew e Sir William Davenant, di ricomporre due compagnie: mentre il primo rifondò la Compagnia del Re (la King's Company) il secondo fu il direttore della Compagnia del Duca di York (la Duke's Company), in onore del più giovane fratello del monarca e futuro sovrano Giacomo II d'Inghilterra. Il teatro della Restaurazione si basò fondamentalmente su questo duopolio che durò per quasi due secoli, ma cambiarono sia gli spazi della rappresentazione che le sue forme: da quest'ultimo punto di vista se da una parte si mantenne viva la tradizione del dramma elisabettiano, dall'altra nuovi lavori di gusto spiccatamente francese, debitrici del periodo che Carlo II passò alla corte del cugino, fecero il loro ingresso sulle scene inglesi.
Carlo II ereditò dal re francese anche la volontà di creare un forte potere accentratore in nome di un assolutismo monarchico, senza però poi riuscirci. Nonostante l'apertura di nuove sale teatrali, infatti, le attività connesse a questa arte rimasero per lo più nella stretta cerchia delle corti, rendendo il teatro della Restaurazione strettamente elitario rispetto al periodo d'oro precedente.

### L'architettura e la scenografia

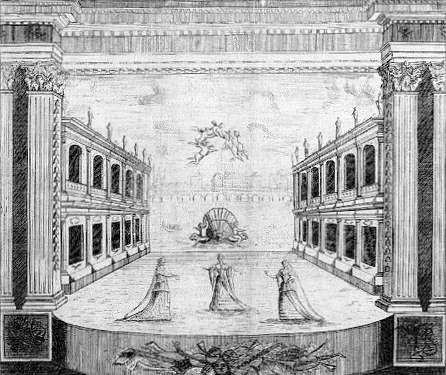
Il palco del Drury Lane nel 1674

Le playhouses elisabettiane dalla loro tipica forma erano state ormai smantellate. Le nuove architetture teatrali rispecchiavano maggiormente le forme dei teatri europei, con riferimento al teatro all'italiana che acquisiva maggiore importanza sulla scena architettonica internazionale. Il più celebre architetto inglese del periodo, Christopher Wren, ricostruì il Drury Lane dotandolo di una sala rettangolare e disponendo in platea file di panche per far sedere il pubblico, che nei teatri elisabettiani rimaneva in piedi. Le gallerie divennero file di palchi mentre il palcoscenico acquisì profondità e uno spazio per i fondali che fungevano da scenografia per l'ambientazione. Veniva così modificato anche lo spazio per la recitazione rispetto a prima: si recitava davanti alla scenografia, in linea con la tradizione del continente, senza alcun praticabile. Lo studio dell'illuminotecnica non era ancora sviluppato: il lampadario centrale delle sale impediva la creazione del buio, costringendo così gli inservienti di scena ai cambi della stessa a vista. Per dare maggiore risalto agli avvenimenti sul palcoscenico si utilizzavano delle lastre rifrangenti con cui direzionare la luce sugli attori senza però riuscire a creare l'effetto occhio di bue, che sarà raggiunto solo nel XIX secolo con il limelight. Di contro, mutò profondamente la scenotecnica, per la quale ora c'era bisogno di valletti che facessero scorrere i fondali - che si aprivano nel mezzo come serrande - e che muovessero le suppellettili in scena. Poiché il sipario, altro nuovo elemento del teatro inglese, non si abbassava se non alla fine della rappresentazione, i cambi erano a vista e preceduti dal suono di un fischietto o di un campanello, caratteristica che rimarrà nel teatro nazionale fino a metà del XIX secolo.

### Attori e attrici

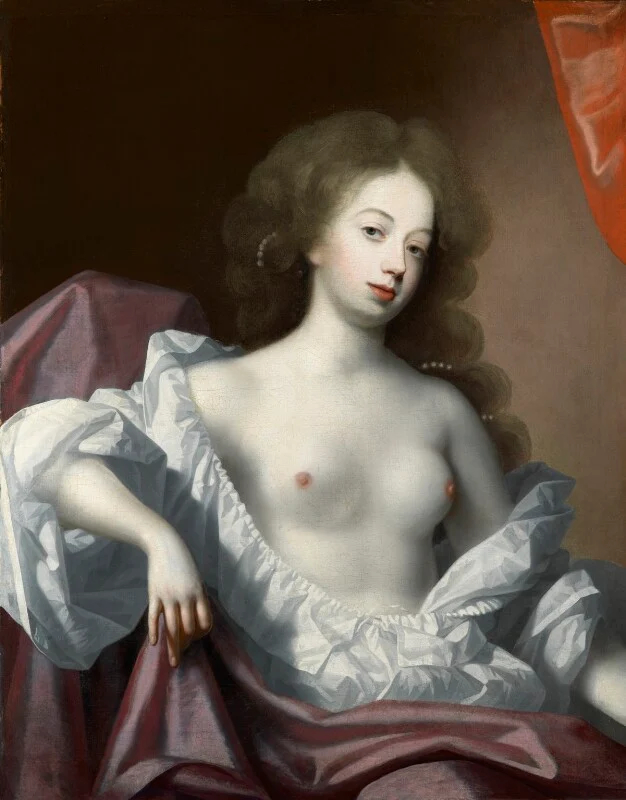
Nell Gwyn ritratta da Simon Verelst.

Una vera innovazione dal punto di vista sociologico fu l'ingresso delle donne in scena, pratica severamente proibita fino a pochi decenni prima. Vi era stato un precedente, nel quale una compagnia francese aveva presentato al Blackfriars Theatre delle attrici nel 1629, ma la novità non era stata ben accolta dal pubblico. Tra le prime donne a calcare le scene vi furono Ann e Rebecca Marshall, poi entrate stabilmente nella compagnia di Killigrew; la più celebre tra tutte rimase però Nell Gwyn, ex venditrice di arance, che passò alla storia per essere diventata l'amante del re Carlo II dal quale ebbe due figli.
Servì comunque del tempo per educare le prime donne all'esibizione scenica. Lo stesso valse per gli attori uomini, che modificarono lo stile recitativo stilizzandolo verso forme più raffinate, visto il pubblico di ceto più elevato che assisteva alle rappresentazioni.
Tra i più celebri nomi dell'epoca è da ricordare Thomas Betterton, attore e poi capocomico delle compagnie di Killigrew e Davenant nel periodo in cui esse si fusero sotto la sua guida. Specializzato in ruoli shakespeariani, venne ben pagato per le sue rappresentazioni e la sua fama crebbe a tal punto da essere sepolto nella Westminster Abbey. Tra le prime attrici del periodo fu anche Mary Saunderson, moglie di Betterton, anch'essa celebre per le interpretazioni dei personaggi del vecchio repertorio. Di un ventennio più giovane era Elizabeth Barry, che recitò assieme a Betterton e che era specializzata in ruoli tragici: il pathos che ispirava è riportato in diverse cronache d'epoca.
Un dato importante da sottolineare è che proprio in questi anni va nascendo il fenomeno che sarà detto poi del divismo, che troverà con l'avvento del cinema il suo apice: gli attori iniziano ad essere celebri e ammirati. Non di rado vengono ammessi a corte (come nel caso di Nell Gwyn) e diventano vere e proprie icone di riferimento per il pubblico, che ne copia mode e comportamenti.

### Il sistema teatrale

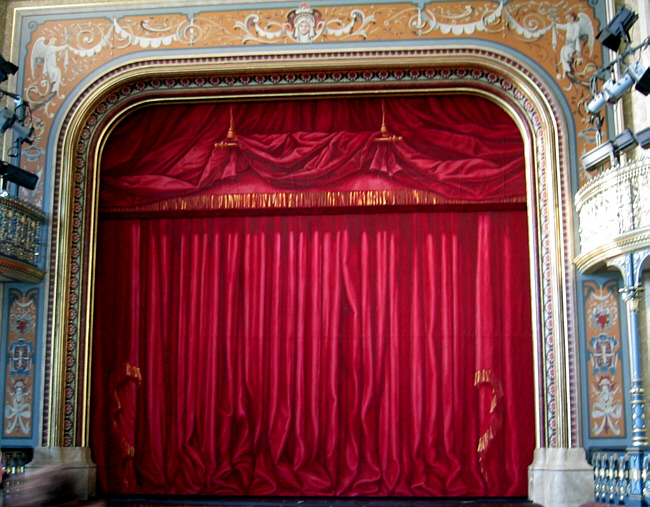
Il sipario fu una delle novità introdotte nel teatro

Ad esclusione delle grandi sale destinate alle messinscene per i nobili, una serie di compagnie più o meno girovaghe si formò nel resto d'Inghilterra, lasciando poche tracce dietro di sé che possano permettere una ricostruzione storica precisa e attendibile del fenomeno.
Se il duopolio delle compagnie maggiori trovava sostentamento nei finanziamenti dei protettori e nel pagamento del biglietto d'ingresso a teatro, quelle minori potevano configurarsi in due modi: stabili o itineranti. Mentre le prime si affidavano, come nel caso di Killigrew e Davenant, alla protezione di signori locali, le seconde vagavano per le province dividendosi gli introiti ricavati dalle rappresentazioni date non sempre nei luoghi deputati. Tra le compagnie stabili sappiamo essere esistite e aver operato quella del duca di Norfolk a Norwich, quella del duca di Grafton a Bath e Bristol, quella del duca di Southampton a Richmond più, successivamente, altre a Canterbury e a Newcastle. Il repertorio era sempre quello di Londra, dando così origine a una scarsa produzione teatrale regionale.
Le compagnie itineranti, che contavano ormai una dozzina di individui di sesso misto e che vivevano della suddivisione dei beni, erano spesso costrette ad allestire serate di beneficenza nelle quali un attore o un'attrice si recava nelle città più grandi tentando di allettare il pubblico ad assistere ai lavori della propria compagnia. La pratica, spesso umiliante e a scopo promozionale, permetteva all'artista di incamerare il denaro che gli astanti lasciavano come mancia simbolica oltre ad aver pagato il prezzo del biglietto, che di norma intascava l'impresario del teatro ospitante.
Gli spettacoli iniziavano verso le 16 del pomeriggio e nacque la moda del cartellone, con il quale si pubblicizzava l'evento in corso: il più antico cartellone sembra essere un annuncio di un burattinaio italiano che esercitava a Charing Cross nel 1672. Il colore tipico dei teatri sembrava essere il verde, che padroneggiava nei rivestimenti delle poltrone e nei toni del sipario: forse è da qui che deriva il termine "green room", con il quale si indica la sala nei teatri - il camerino - in cui si raccolgono tuttora gli attori in procinto di entrare in scena o dove accolgono i loro ospiti.

### La drammaturgia

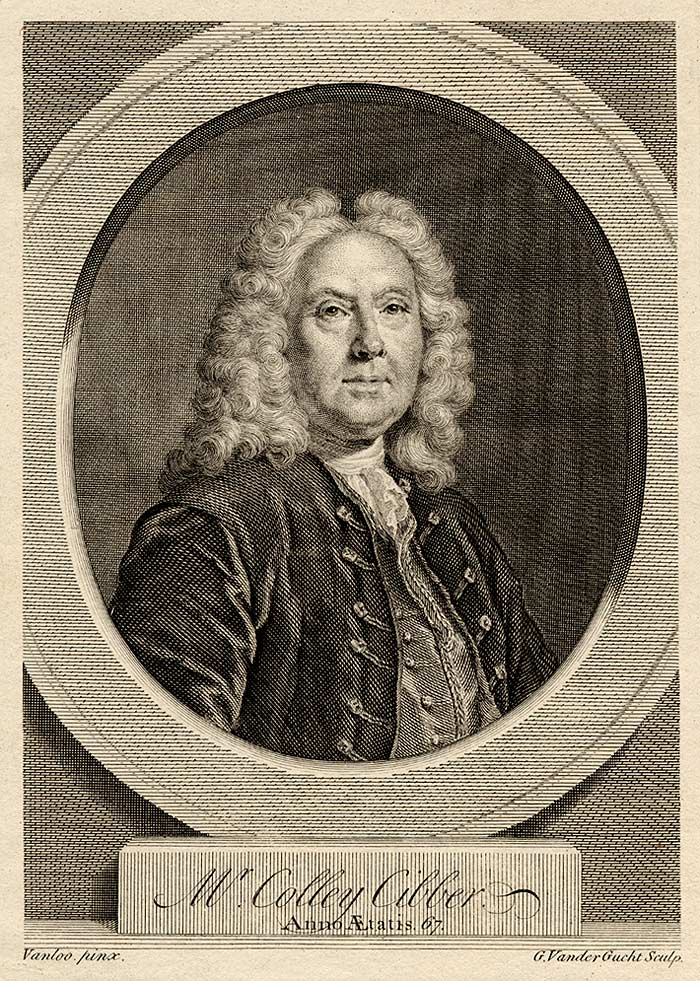
Colley Cibber

Nel quarantennio che corre tra il 1660 e il 1700 vennero prodotti all'incirca 560 drammi, di cui 120 appartenenti al vecchio repertorio e 440 di nuova fattura. Gli autori del passato che trovarono maggiore rappresentazione furono Francis Beaumont, John Fletcher, William Shakespeare e Ben Jonson, sebbene molte opere furono rivisitate e adattate al gusto moderno, soprattutto tramite l'eliminazione del finale tragico. Carlo II, più del successore del fratello Giacomo II Guglielmo III, amò circondarsi di letterati, il che spiega la provenienza aristocratica della nuova leva di drammaturghi.
La nuova produzione spaziò in diversi generi, dei quali due in particolari divennero caratteristici dell'epoca, sebbene fossero mutuati da alcuni esempi del passato: la tragedia eroica (heroic tragedy) e la commedia di maniere o di maniera (comedy of manners). 

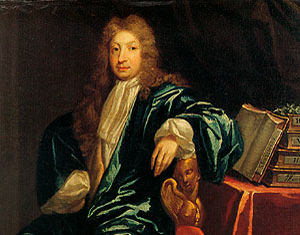
John Dryden

La tragedia eroica si configurava con elementi esotici e lontani, rappresentanti un mondo di sentimenti altri che sfociavano a volte in un'eccessiva pomposità dialettica e retorica. Il blank verse della drammaturgia elisabettiana venne rimpiazzato dall'heroic couplet o distico eroico, composto da coppie di decasillabi a rima baciata: di probabile derivazione dal verso alessandrino delle tragedie francesi, permise al linguaggio un naturale distacco dalla lingua del quotidiano. Contrariamente alle tragedie antiche, il finale non era obbligatoriamente triste, in quanto la "giustizia poetica" permetteva il finale lieto. Lo scopo che si prefiggeva la tragedia eroica, infatti, non era tanto di ispirare pietà quanto quello di suscitare ammirazione per il comportamento e i sentimenti dei protagonisti. Il creatore di tale genere tragico fu un irlandese, Lord Orrery al secolo Roger Boyle, autore di sei tragedie delle quali la più celebre è la Mustapha del 1665 su richiesta di Carlo II che voleva che gli spettatori fossero ispirati dalle alte gesta e dal comportamento nobile dei protagonisti. La figura di maggior rilievo del secolo fu però il poeta laureato John Dryden che, dopo le prime tragedie di gusto altamente retorico e magniloquente seppe individuare i mutamenti di gusto del pubblico per indirizzarsi verso una più moderata ricerca formale tramite una revisione dei contenuti e il ripristino del blank verse. Tra gli altri autori vanno ricordati l'avversario di Dryden, Elkanah Settle, e John Crowne oltre John Banks e Thomas Southerne. Di estrazione non aristocratica furono invece Nathanael Lee e Thomas Otway, entrambi ex attori morti in miseria. Lee in particolare, con la sua dozzina di tragedie, si allontanò anch'egli dalla tragedia eroica regolare e, a causa di un'esistenza abbastanza travagliata che lo vide trascorrere diversi anni in manicomio, si avvicinò al sentimentalismo scenico dei secoli successivi, affidando al logorroico ed esasperato pianto delle protagoniste femminili lo sfogo di un'infelice esistenza; ciò gli permise di trovare una fortuna scenica anche negli anni successivi.

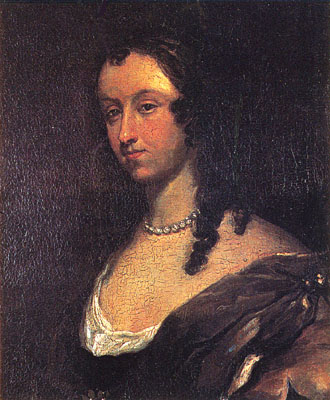
Aphra Behn

La commedia di maniere rappresentava un contraltare degli alti ideali della tragedia eroica. Come nella storia dei generi teatrali, mentre il genere tragico dava voce alle aspirazioni umane, la commedia rivelava una contemporaneità svelando alcuni tratti della coeva società. Ambientate nella Londra contemporanea erano costituite da un esile intreccio in cui spiccava la figura del wit, colto aristocratico nullafacente che era solito parlare per aforismi mettendo in ridicolo i repubblicani e i borghesi. I personaggi femminili, liberi e licenziosi, acquisirono importanza e sostanza, mentre frequenti erano i riferimenti spregiudicati al sesso e al libertinismo; quest'ultima caratteristica non permise il perpetrarsi delle rappresentazioni negli anni successivi se non a costo di una pesante edulcorazione dei contenuti licenziosi. La produzione delle commedie di maniere fu esigua, e vi si esercitò Dryden in prima persona, con esiti dubbi. Sir George Etherege produsse solo tre opere, delle quali va ricordata The Man of Mode del 1676; più moralista fu William Wycherley, autore di quattro pièces tra le quali vanno menzionate La moglie di campagna del 1675 e  The Plain Dealer del 1676. Altri autori furono Sir Charles Sedley, Thomas Shadwell, Tom D'Urfey e Thomas Southerne, irlandese di nascita ma che si produsse sempre nella capitale inglese.
Un discorso a parte va fatto per Aphra Behn, prima donna a scrivere per denaro senza servirsi di uno pseudonimo maschile tanto da attirarsi le critiche dei contemporanei. Nelle sue opere teatrali, che spaziano dagli intrecci cavallereschi dell'unica tragedia della quale fu autrice - l'Abdelazar del 1676 - ai più frequenti e complessi intrighi comici della produzione di maniera, spicca una critica feroce contro la condizione sottomessa della donna all'uomo, soprattutto al riguardo di matrimoni forzati.

### La fine

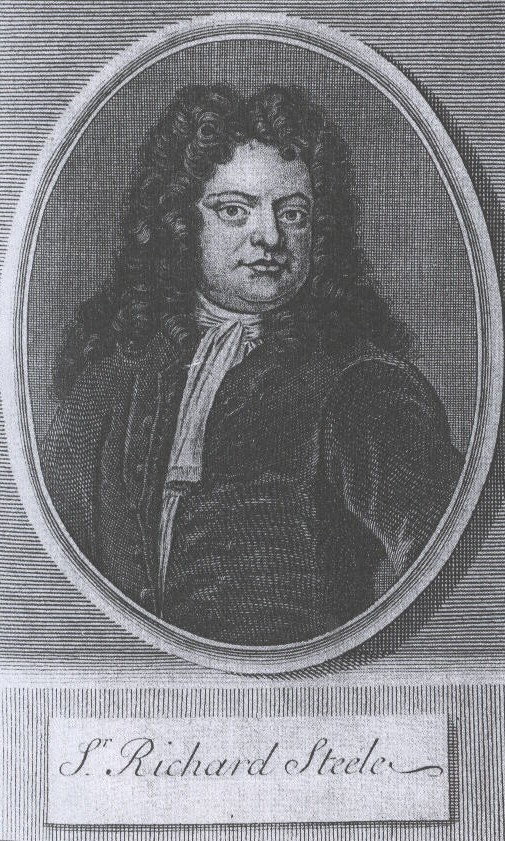
Richard Steele

Il periodo della Restaurazione fu caratterizzato da una maggiore licenziosità dei costumi teatrali, che si riversarono in opere di più ampia "modernità" rispetto ai periodi precedenti. Tuttavia il passaggio alla successiva età dei lumi si caratterizzò per una virata restrittiva della morale comune, istigata nel campo teatrale dal vescovo e critico Jeremy Collier che, col suo trattato Short View of the Immorality and Profaneness of the English Stage condannò il teatro quale luogo di pubblica dimostrazione della corruzione umana tramite l'instillarsi del vizio nella società.
Già William Congreve, irlandese di nascita, autore di quattro commedie e una tragedia, sebbene figuri tra le personalità sottoposte al severo giudizio di Collier si distinse per uno stile meno colorito e sboccato dei suoi predecessori.
Sono da ricordare poi Sir John Vanbrugh e John Farquhar. Il primo, architetto di fama e amico di Congreve, chiuse l'epoca della commedia di maniere mentre il secondo inserisce dei personaggi distanti dallo humour wit e meno licenziosi dei precedenti, ambientando le scene nella provincia inglese.
Tra gli ultimi autori della commedy of manners vi furono il poeta laureato Colley Cibber, già direttore del Drury Lane ed ex attore comico, che si produsse in numerose commedie di una certa licenziosità dalle quali però traspare già una maggiore attenzione alla morale del tempo come per i suoi predecessori, e Susanna Carroll Centlivre, altra donna scrittrice e autrice di commedie sia mutuate da esempi stranieri che originali.
Sir Richard Steele, personaggio poliedrico apertamente favorevole alle idee di Collier, segna un periodo di transizione piuttosto evidente: le sue commedie, nelle quali agiscono personaggi dignitosi e dal comportamento sobrio, tendono non più al riso ma alla commozione, inaugurando la commistione dei generi tragico e comico caratteristica dell'età successiva. Inoltre non di rado ogni suo lavoro trattava un tema specifico dal quale si impartiva un insegnamento etico alla società.

## Il Settecento

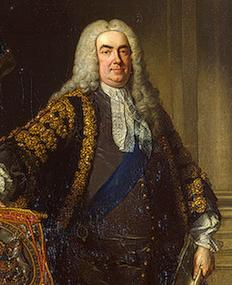
Il primo ministro Robert Walpole, che indisse il Licensing Act contro le dissolutezze del teatro.

A seguito della gloriosa rivoluzione e dell'istituzione della monarchia costituzionale sotto Guglielmo III d'Orange, la classe borghese acquisì maggiori poteri. Tra le trasformazioni sociali vi fu una conseguente maggiore richiesta da parte di questa classe sociale rampante di sempre più numerose forme di spettacolo: incrementarono i locali adibiti a questo scopo, con il conseguente assottigliarsi del duopolio delle due compagnie teatrali maggiori, la King's Company e la Duke's Company, per un periodo guidate all'unisono da Thomas Betterton. L'ordine fu ristabilito da un'ordinanza dell'allora Primo Ministro Robert Walpole, che nel 1737 impose la chiusura dei locali clandestini ripristinando la primaria supremazia delle due formazioni con il famoso Licensing Act.

### L'architettura e la scenografia
Il gusto aristocratico era andato via via spostandosi verso il melodramma o opera lirica, che richiedeva spazi teatrali sempre maggiori e complessi a causa della sempre più sofisticata macchineria teatrale. Il proscenio tipico dei palchi britannici andò progressivamente scomparendo, inghiottito dall'arco scenico che incorniciava ora una scena molto più profonda nella quale agivano quinte prospettiche che garantivano uno spazio recitativo differente: non si recitava più di fronte alla scena, ma all'interno di essa. Sul finire del secolo le novità introdotte in Italia da Ferdinando Galli da Bibbiena sul versante scenografico raggiunsero l'Inghilterra: la scenografia a punto di fuga prospettico unico venne presto soppiantata da quella a doppia prospettiva. La platea, con l'eliminazione del proscenio aggettante, acquistò spazio tanto che le panche per il pubblico vennero spostate più avanti per una maggiore capienza della sala.
Sul finire del secolo vennero introdotte le lampade Argand al posto delle candele di sego dei lampadari, che permettevano sebbene con maggior costo, l'utilizzo dell'olio e una potenza di illuminazione decuplicata. Dal punto di vista del trucco, valse l'uso di dipingersi la faccia di bianco grazie all'ossido di piombo o al gesso: oltre a rispecchiare la moda dei visi incipriati, la tecnica era usata poiché i visi pallidi erano maggiormente visibili negli ambienti di solito scarsamente illuminati dei teatri.

### Attori

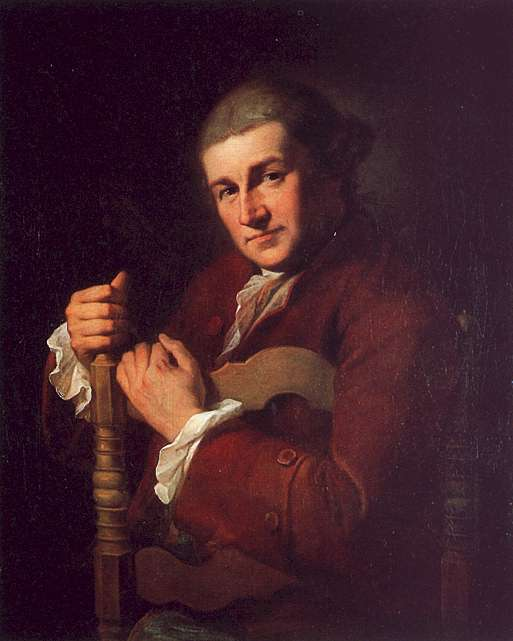
David Garrick in un dipinto di Angelica Kauffman

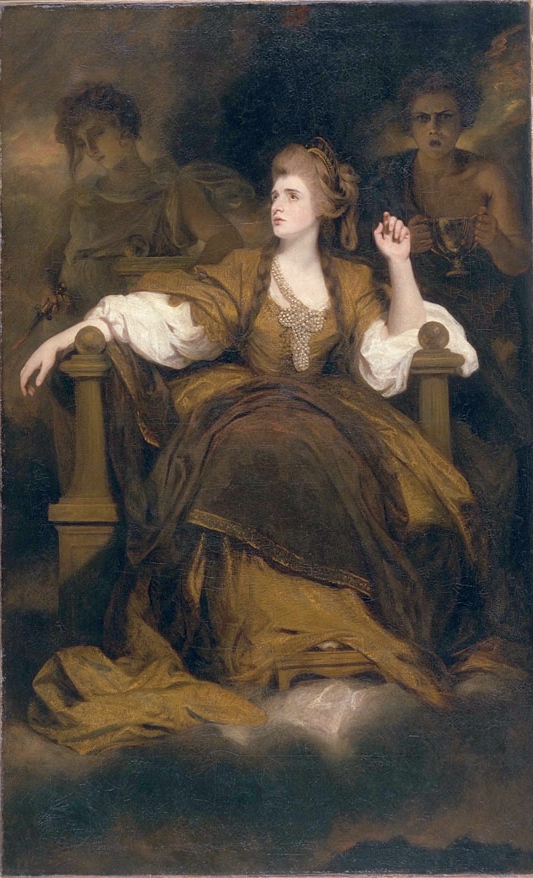
Sarah Siddons ritratta da Sir Joshua Reynolds

L'innovatore del secolo fu considerato David Garrick, passato alla storia come uno dei più celebri attori dell'epoca, che fu da spunto per il celebre saggio di Denis Diderot sull'arte drammatica intitolato Paradosso sull'attore. Divenuto famoso per la sua interpretazione dello shakespeariano Riccardo III, fu anche drammaturgo e impresario teatrale; sul versante attoriale, Garrick sradicò l'artificiosità della recitazione pomposa di stampo francese per indirizzarsi verso toni più naturali e meno enfatici ma non fu amante della ricercatezza storica dei costumi, ai quali preferì abiti di foggia contemporanea. Garrick fu però anche riformatore delle convenzioni sociali use a teatro fino ad allora: estremamente preciso e puntuale tanto da pretendere lo stesso dai suoi attori, tentò di eliminare l'usanza di far pagare il biglietto a coloro che entravano solo per assistere alla fine delle rappresentazioni. Anche gli spettatori che erano usi assistere agli spettacoli sedendosi direttamente su appositi sgabelli sul palcoscenico, usanza mutuata dal teatro elisabettiano, videro tale privilegio eliminato grazie all'opera di Garrick, sebbene vi fossero stati dei precedenti. Dal punto di vista del décor teatrale Garrick si mosse pagando 500 £ per aggiudicarsi come supervisore della scenografia l'artista di origine francese Philip James de Loutherbourg, mentre per l'illuminotecnica utilizzò lampade a olio per illuminare dai lati e dal basso la scena. Il repertorio che promosse fu sempre raffinato, in linea con la scelta di rendere i teatri dei luoghi signorili e di buon gusto.
Tra le attrici si ricordano la celebre Sarah Siddons, definita la regina del teatro tragico inglese e Elizabeth O'Neill conosciuta come Lady Becher, nella quale i critici vedevano un'emula della grandezza della Siddons.

### Il sistema teatrale
Col duopolio delle compagnie autorizzate a rappresentare si era creata una strana situazione: poiché vi era la possibilità - combattuta aspramente da Garrick che non riuscì ad eliminarla - di assistere al finale delle rappresentazioni teatrali, la maggior parte del popolo si riuniva nelle sale a fine spettacolo con la voglia di garantirsi momenti di evasione ludica. Fu così che le platee vennero ampliate ed i teatri si riempirono di gente che volentieri assisteva chiassosamente alle rappresentazioni, allontanandosi dalla raffinatezza tanto ricercata del maggior attore dell'epoca.
Tale virata di gusto, che impose spettacoli a volte dozzinali con numerose attrazioni come animali e persino leoni, coincise anche con altre cause che crearono un generale decadimento dell'arte teatrale.

### La drammaturgia

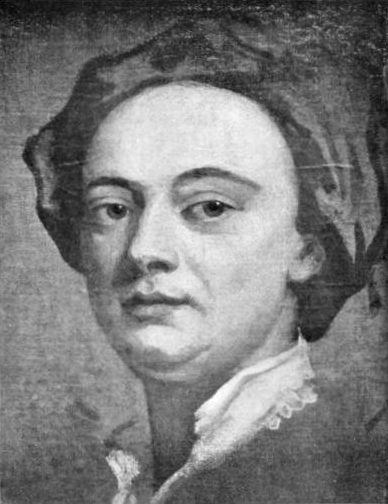
John Gay, tra le figure più celebri del Settecento teatrale inglese.

Il Settecento teatrale inglese non impose grandi nomi alla storia letteraria mondiale per una serie di molteplici ragioni. Non ultima fu la fortuna del romanzo, che ben presto soppiantò l'opera teatrale in quanto maggiormente redditizio e sempre più diffuso.
Ispirati alla moralità e all'austerità, i drammaturghi settecenteschi compirono una fusione tra i generi: mentre la commedia si venò di sentimentalismo, la tragedia accennò toni patetici divenendo cronaca delle sventure quotidiane. L'accesso di una più ampia classe sociale alle rappresentazioni, la borghesia nella fattispecie, permise la nascita del minidramma satirico mentre fecero il loro ingresso in scena la ballad opera e la pantomima. Quest'ultima, di derivazione dal masque elisabettiano, fu molto in voga all'inizio del secolo, comprendeva l'utilizzo di musica, effetti speciali e molti macchinari di scena. Il plot, di genere basato su un singolo avvenimento, comprendeva personaggi mutuati dalla Commedia dell'arte italiana come Arlecchino o Pantalone, trasfigurati e trasformati in prodotti nuovi. Il più celebre interprete del genere fu John Rich, al quale si deve l'introduzione della maschera di Arlecchino in Inghilterra.

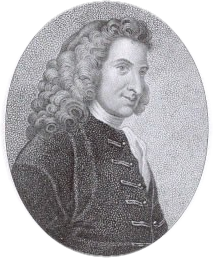
Henry Fielding

La ballad opera si configurava come una storia con personaggi di bassa estrazione sociale, di carattere satirico ed inframezzata da brevi canzoni. La più celebre fu The Beggar's Opera di John Gay del 1727, che fu un successo strepitoso per l'epoca e che sarebbe stata ripresa due secoli dopo dal tedesco Bertolt Brecht. Tra gli autori di teatro leggero vi fu poi Henry Fielding, autore di city comedies che virò poi verso farse brevi e burleschi. George Colman, gestore del Covent Garden e dunque avversario di David Garrick con il quale pure collaborò per la stesura della commedia The Clandestine Marriage del 1766, basata su un'opera di Domenico Cimarosa, si produsse in commedie e afterpieces.

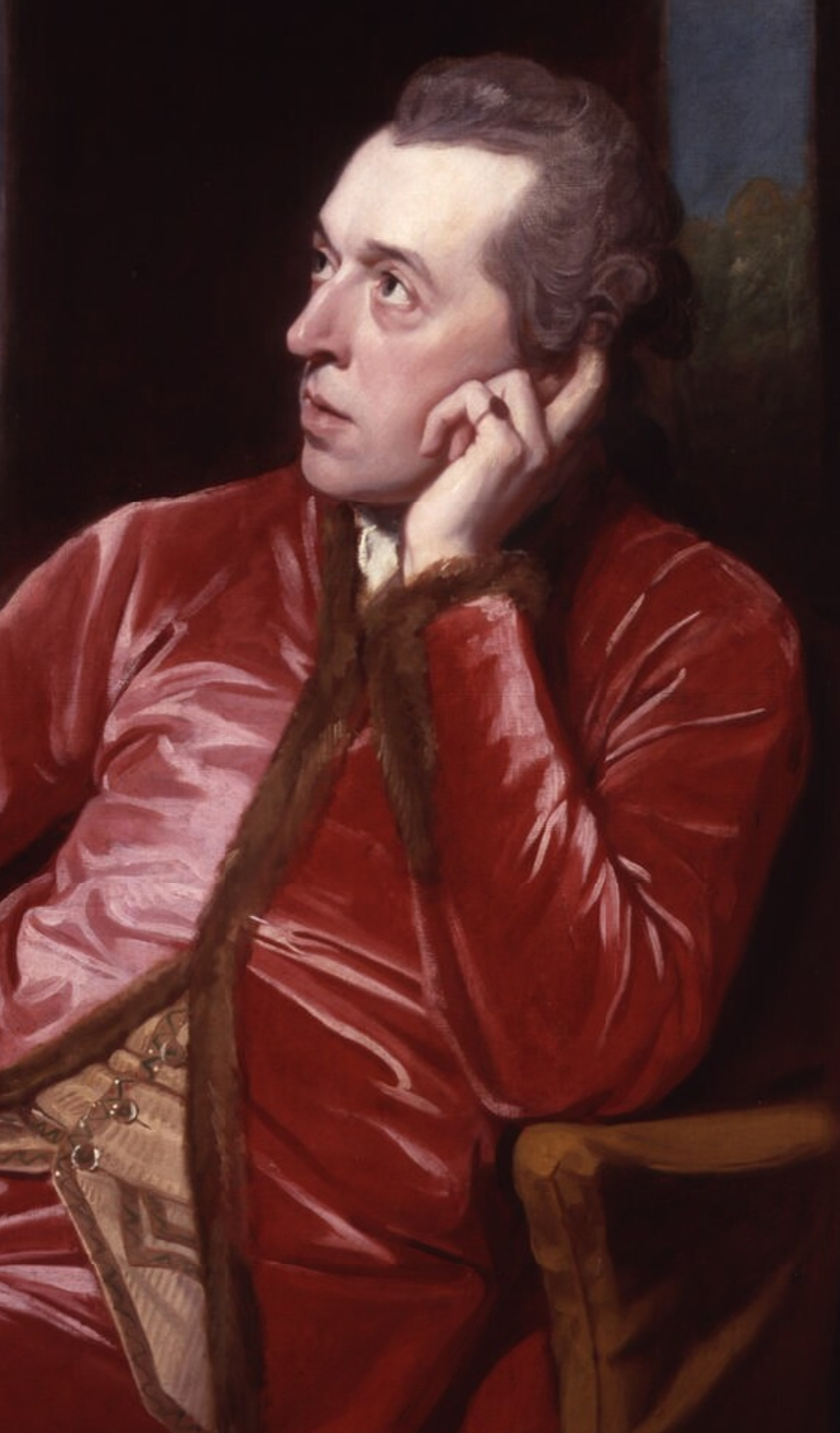
Richard Cumberland

Samule Foote, che ebbe il permesso di fare rappresentazioni nel periodo estivo al di fuori del duopolio delle compagnie del Covent Garden e del Drury Lane, fu autore di pungenti satire che avevano tra i protagonisti personaggi dell'alata società inglese: non di rado alcuni gentiluomini facevano ritirare il testo riconoscendosi tra loro, come accadde con la commedia The Author del 1757.
Le commedie sentimentali dette weeping comedies, cugine della comédie larmoyante francese, ebbero i loro massimi esponenti in Hugh Kelly, Richard Cumberland e Elizabeth Inchbald. Irlandesi di nascita furono invece Oliver Goldsmith e Richard Brinsley Sheridan, le cui opere trovarono fortuna anche nel periodo successivo.
Sul versante drammatico, la tragedia non registrò molto seguito nonostante i fallimentari tentativi di Joseph Addison di ristabilire l'austerità del modello classico di canone tragico, senza però avere seguito. Nicholas Rowe interpretò bene lo spirito del tempo venando di sentimentalismo il teatro tragico: Rowe riscosse un certo successo per essere stato autore delle "she-tragedies", o tragedie al femminile, nelle quali le protagoniste assumevano un'importanza maggiore rispetto alle opere dei predecessori: inevitabilmente, però, queste opere risentivano di eccessivo sentimentalismo che era ben lontano dal canone classico della tragedia propriamente detta, avvicinando quindi questi lavori più al dramma borghese. A Rowe si deve anche la divisione dei lavori di Shakespeare in atti e scene, divisione tuttora in uso. Maggiormente affine al domestic drama (antesignano del dramma borghese) fu il lavoro di George Lillo, rappresentato dalle opere più celebri The London Merchant del 1731 e Fatal Curiosity del 1736, mentre minor successo riscossero James Thomson e Edward Moore.

## L'Ottocento
Il sempre maggiore successo della letteratura e del romanzo allontanarono i maggiori letterati inglesi dell'epoca dal teatro, che per un buon lasso di tempo non registrò notevoli sviluppi dal punto di vista della letteratura teatrale. Fu per questo che i lavori teatrali di Shelley, John Keats, Byron e altri furono destinati alla sola lettura anziché alla rappresentazione.
La prima parte del XIX secolo fu un misto di esperienze teatrali diverse, ancora debitrici dell'Illuminismo in piccola parte e aperte ai nuovi ideali neoclassici dall'altra. Fu solo dalla metà del secolo che, aprendosi alla nuova corrente romantica ma soprattutto grazie ai cambiamenti sociopolitici europei, il teatro inglese trovò rinnovato vigore e annoverò nuovi drammaturghi come Oscar Wilde, nel periodo definito dell'età vittoriana.

### L'architettura e la scenografia

Un limelight

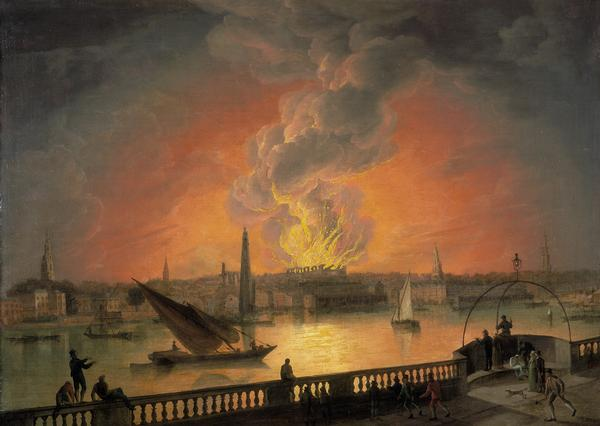
L'incendio del Drury Lane del 24 febbraio 1809

Dal punto di vista architettonico si era ormai consolidato l'utilizzo del teatro all'italiana, mentre alcuni edifici per usi particolari vennero costruiti appositamente come il neonato Royal Circus o Surrey Theatre del 1782, adibito a spettacoli musicali e pantomime.
La sempre più specializzata maestria nella scenotecnica permise la riduzione di alcune macchinose pratiche di scorrimento di quinte sul palco, mentre l'illuminazione ebbe una svolta nel 1817 con l'introduzione nei teatri delle lampade a gas che, nonostante il cattivo odore e l'elevato costo, permettevano un controllo centralizzato consentendo il buio totale a comando per la prima volta nella storia del teatro. Pochi anni dopo venne introdotto l'occhio di bue, il singolo fascio di luce direzionabile, grazie al limelight, una fiamma ossidrica direzionata su un cilindro di calce consumabile che un addetto era attento a non far terminare, che fu agli arbori degli odierni riflettori.

### Il sistema teatrale

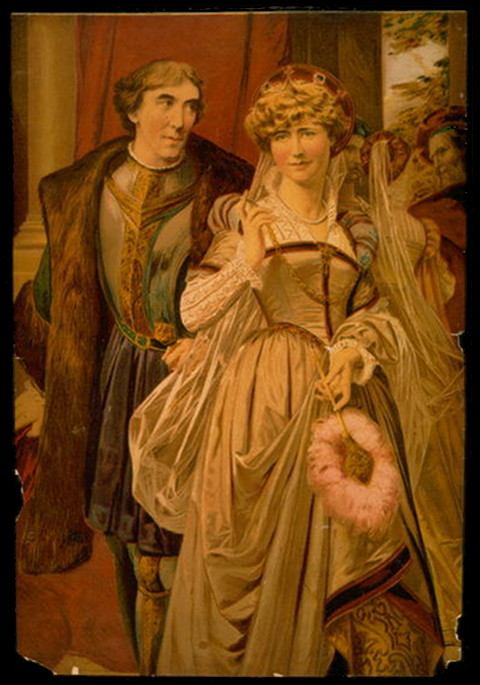
Henry Irving ed Ellen Terry in un allestimento di Molto rumore per nulla di William Shakespeare

Nel 1843 tramite il Theatre Regulation Act finì definitivamente il duopolio delle compagnie principali di Londra, con la diretta abrogazione del divieto di costruire edifici ad suo spettacolo in città. A dire il vero, già precedentemente esistevano degli escamotages: poiché il divieto era riferito al solo teatro di prosa, si permise la costruzione di pochi teatri per l'opera e numerose piccole strutture per spettacoli minori, le cosiddette "burlette", composte da rappresentazioni con piccoli accompagnamenti musicali o intermezzi cantati.
Dopo il 1843 quindi vi fu regime di libera concorrenza, e l'Inghilterra tutta, e in particolare Londra, si animarono di nuovi edifici teatrali e nuove formazioni, tanto che dalle dieci sale presenti nel 1800 si passò alle ventinove del 1870, più altre sedici solo dal 1880 al 1900. Alcune sale del secolo precedente - come l'Haymarket, il Lyceum o il Prince of Wales Theatre - sotto la guida di intraprendenti impresari che ne vollero ridisegnare la fisionomia degli interni rendendoli degni della frequentazione della migliore borghesia, si vestirono di interni di lusso attuando così un nuovo cambiamento di tendenza: dalla frequentazione assidua del popolo quest'ultimo abbandonò pian piano le platee a favore delle classi più agiate. Gli impresari più celebri furono anche gli attori principali del periodo: continuò così la tradizione dell'attore-capocomico-impresario teatrale, figura poco definita già dal teatro elisabettiano e ora posizione sociale ambita dai lavoratori dello spettacolo. Tra i più celebri si ricordano i fratelli Kemble, Charles, John Philip e Stephen, figli del capo-comico Roger, già attivo nella seconda metà del XVIII secolo, Madame Vestris e suo marito Charles Mathews, Squire Bancroft e sua moglie Effie Bancroft, Herbert Beerbohm Tree ma soprattutto Henry Irving e Ellen Terry, attori di successo. Molti di loro furono investiti di titoli regali come Sir o Dame.

### Attori

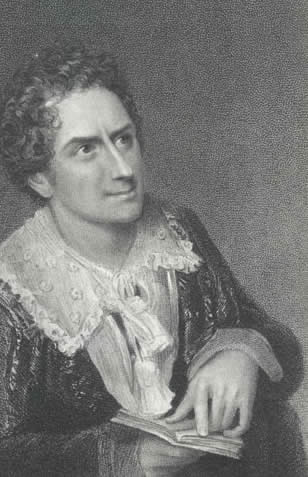
Edmund Kean nella parte di Amleto

Il nuovo secolo si aprì sotto il segno di uno dei più grandi attori della storia del teatro inglese: Edmund Kean, esempio di genio e sregolatezza che venne preso spesso d'esempio per l'acceso dibattito nato in Europa sull'arte drammatica e nello specifico tra l'attore che recita seguendo il ritmo delle passioni e colui che al contrario lo fa partendo da una base razionale e tecnica.
Kean, attore di statura minima e con una limitata gamma espressiva, aveva dalla sua la capacità di sviscerare potentemente - anche se in maniera discontinua - il pathos tragico necessario in alcuni celebri passi shakespeariani. Criticato e amato dai coevi rappresentò una delle punte più alte dell'arte recitativa inglese e fu messo spesso a confronto con il collega David Garrick, celebre attore del secolo precedente che fondava la sua arte su una tecnica povera di retorica e di ampollosità, al contrario della smodata passionalità di Kean.

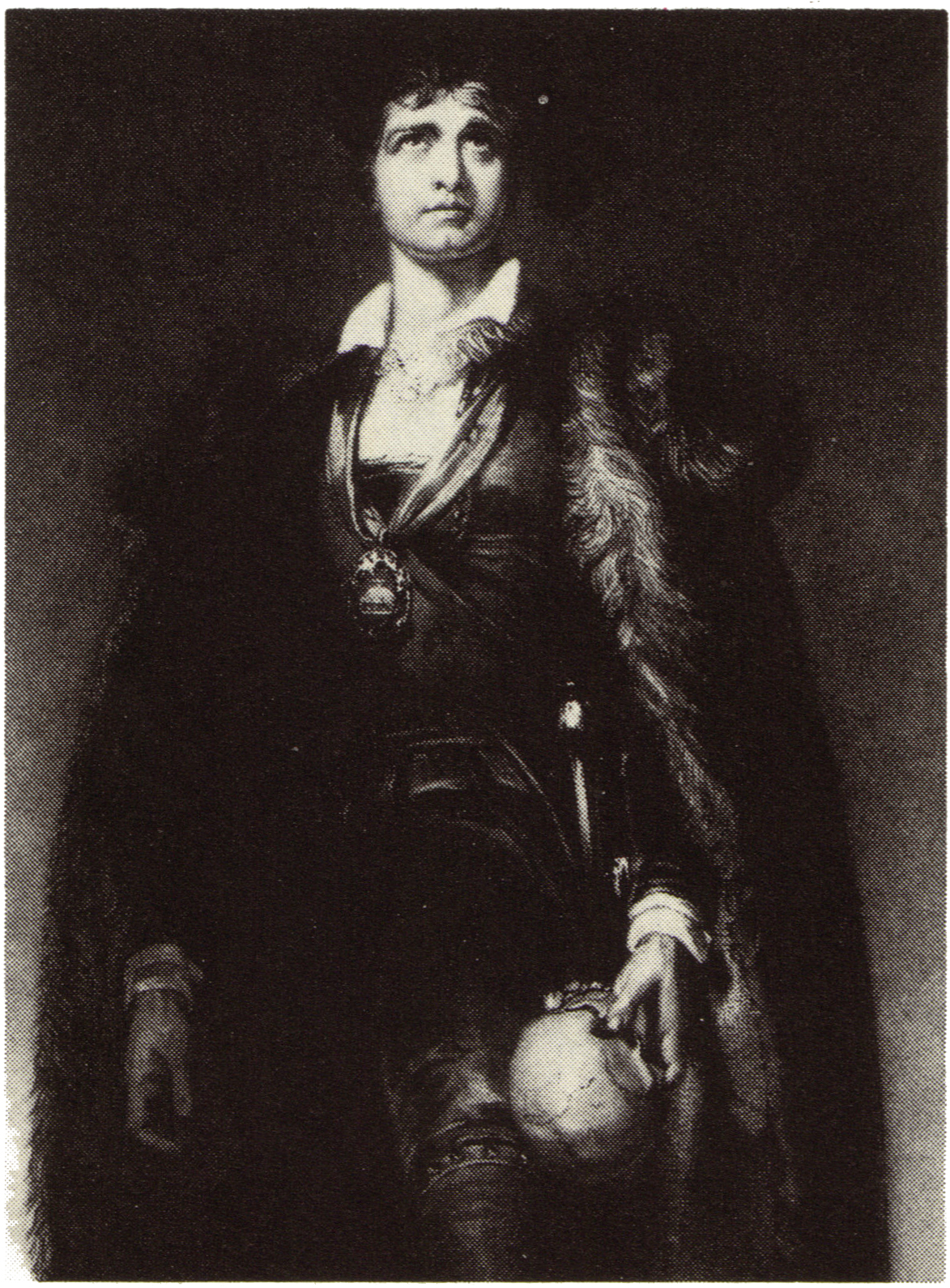
John Philip Kemble interpreta Amleto

Kean ebbe un figlio che seguì la stessa professione: Charles, che dopo continue stroncature iniziale da parte dei critici dell'epoca causa la sua mancanza di ritmo vocale e la meno vivida personificazione dei personaggi rispetto al padre, seppe far rivalutare il suo nome grazie all'abile mimetismo conquistandosi un suo spazio.. Occasionalmente fu sostituito da David Fisher figlio del fondatore della dinastia teatrale Fisher.
Più innovatore sebbene secondo a Kean padre per fama fu William Charles Macready, attore e poi impresario che intraprese la via del palco solo come ripiego, rivelandosi poi ottimo attore più che gestore. A Macready va il merito di aver compreso l'importanza dell'unità teatrale secondo la quale tutto l'ensemble artistico e tecnico del teatro doveva cooperare e lavorare assieme per il raggiungimento del miglior risultato possibile. Istituì severe prove d'insieme e viene considerato tra gli antesignani della figura del regista teatrale moderno. Dal punto di vista del lavoro scenico, perseguì l'ideale della correttezza filologica dei costumi di scena e del recupero degli originali testi shakespeariani, eliminando dalle sue rappresentazioni ogni edulcorazione o adattamento degli originali.
Sulla scia del mattatore italiano l'attore acquista, in questo secolo, una centralità assoluta rispetto alle altre figure teatrali. Numerosi i nomi che passeranno agli annali, come quello di John Philip Kemble, fautore di messinscene con rigorose ricostruzioni dei costumi d'epoca, sebbene piene di sviste, e molti altri.

### La drammaturgia
Il nuovo secolo vide l'ascesa del dramma borghese come genere teatrale più diffuso e rappresentato anche se, parallelamente ad esso, molteplici esperienze possono essere individuate nell'arco dell'intero periodo.
Sulla scia dell'enorme successo del drammaturgo tedesco August von Kotzebue, del quale furono tradotte in lingua inglese numerose opere sin dalla fine del XVIII secolo, si sviluppò una tendenza al dramma gotico, le cui trame erano piene di suspense ed elementi fantastici di carattere squisitamente macabro; la tendenza, prettamente romantica, si era già tuttavia sviluppata nel genere del romanzo, del quale si ricorda il celebre The Castle of Otranto del 1764 di Horace Walpole. Il dramma gotico prese piede assieme alla drammatizzazione di fatti di cronaca nera, del quale un celebre esempio è George Dibdin Pitt col suo Sweeney Todd: The Demon Barber of Fleet Street del 1842, nel quale viene narrata la storia di un barbiere impazzito che uccideva i suoi clienti per farne poi cibo da vendere.
Mentre George Colman il giovane traeva ispirazione dal vecchio dramma della restaurazione tentando di ristabilirne inutilmente la centralità sulla scena inglese, Frederic Reynolds si fece autore di leggere pièce il cui intreccio si basava sugli animali come protagonisti assoluti (il cosiddetto dog drama); si sviluppò superficialmente anche il nautical drama, genere nel quale le storie di marinai erano trasposte con carattere allegro e piene di canzoni, spesso di derivazione dalle vecchie ballate popolari: tra i maggiori autori vi furono Thomas Dibdin, Edward Fitzball e Douglas William Jerrold.
Notevole fu l'attività di James Robinson Planché, prolifico autore di teatro che sviluppò anche un nuovo stile di recitazione: dopo aver scritto numerosi drammi gotici come il celebre The Vampire del 1820 passò al nuovo genere del burlesque, nel quale mescolava ambientazioni fiabesche a leggere satire sulla quotidianità (Olympic Revels or Prometheus and Pandora, 1831, Puss in Boots, 1837). A lui si deve l'affiancamento di personaggi di diverse epoche e lo stile recitativo che impone ai personaggi l'assoluta serietà di fronte all'assurdità nel contesto nel quale si trovano, nello stile della tipica farsa surreale inglese.

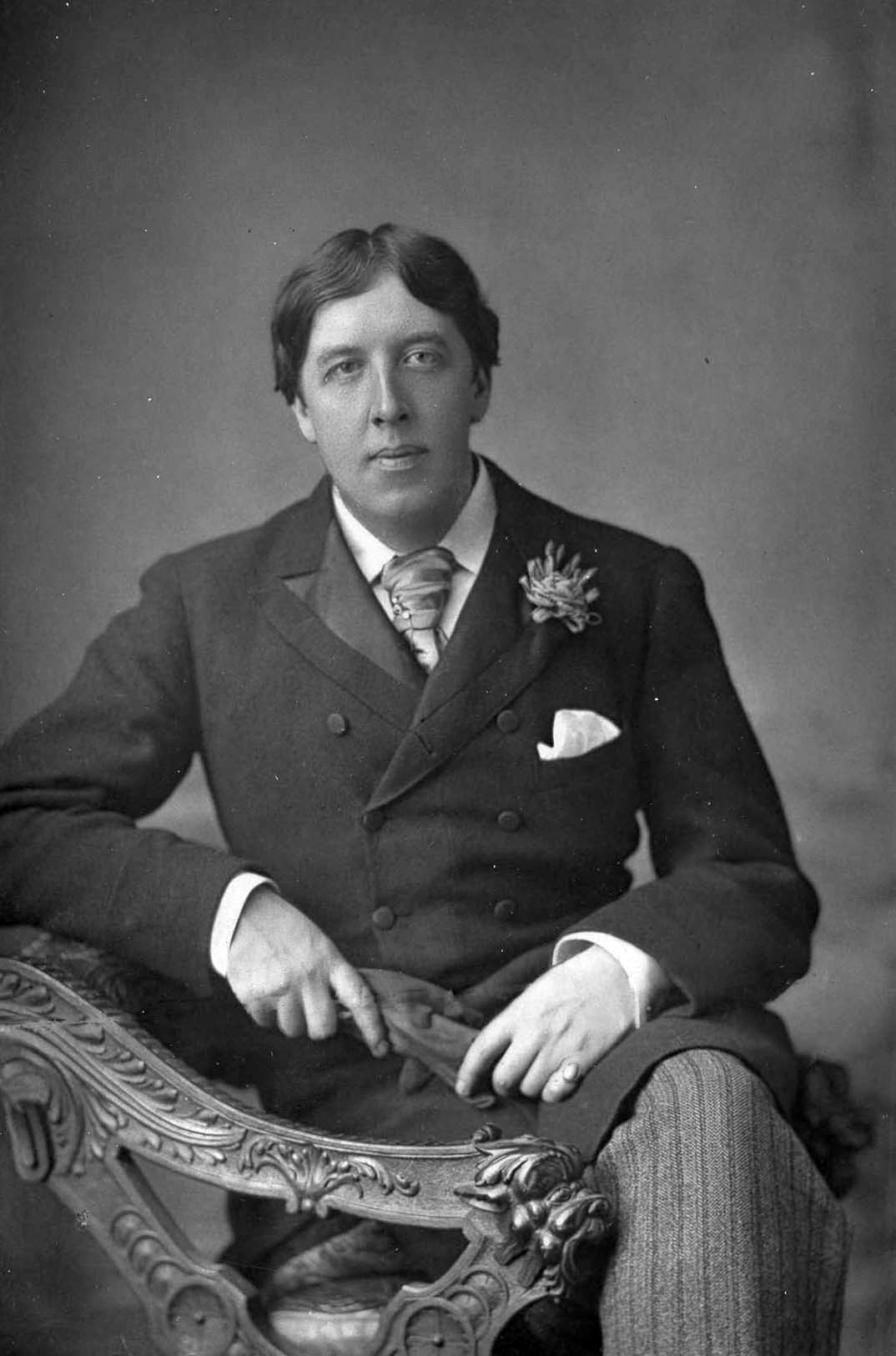
Oscar Wilde nel 1894 circa

Una certa serietà di argomentazioni e temi si riscontra nell'opera di Thomas William Robertson, innovativo nel campo della regia teatrale, noto per una serie di lavori realistici e naturalistici ma anche per aver scelto di curare maggiormente le scenografie e la recitazione degli attori, più volte lodata da diversi critici. Fu drammaturgo per il Prince of Wales Theatre, al tempo sotto la direzione dei coniugi Squire ed Effie Bancroft, e tra i suoi titoli si ricordano Society (1865), Caste (1867), Home (1869).
Il teatro musicale ebbe vasto successo dalla metà del secolo. Si sviluppò il music-hall e dal 1842 il British Copyright Act offrì nuove garanzie ai lavori del nuovo genere, al punto che tale scelta determinò una rapida ascesa del già celebre intrattenimento. Tra gli autori di operette va menzionato William Schwenk Gilbert, che scrisse sulle musiche di Albert Sullivan tredici operette ancora oggi rappresentate sulle scene inglesi.

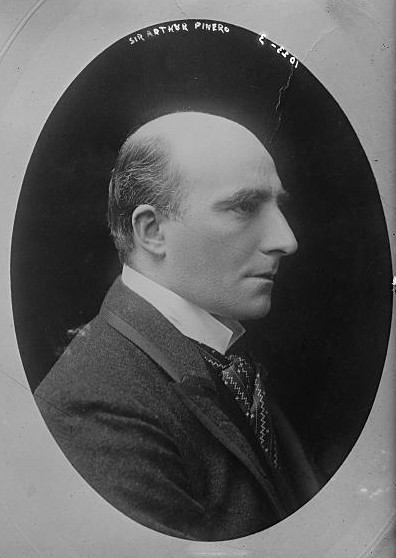
Arthur Wing Pinero

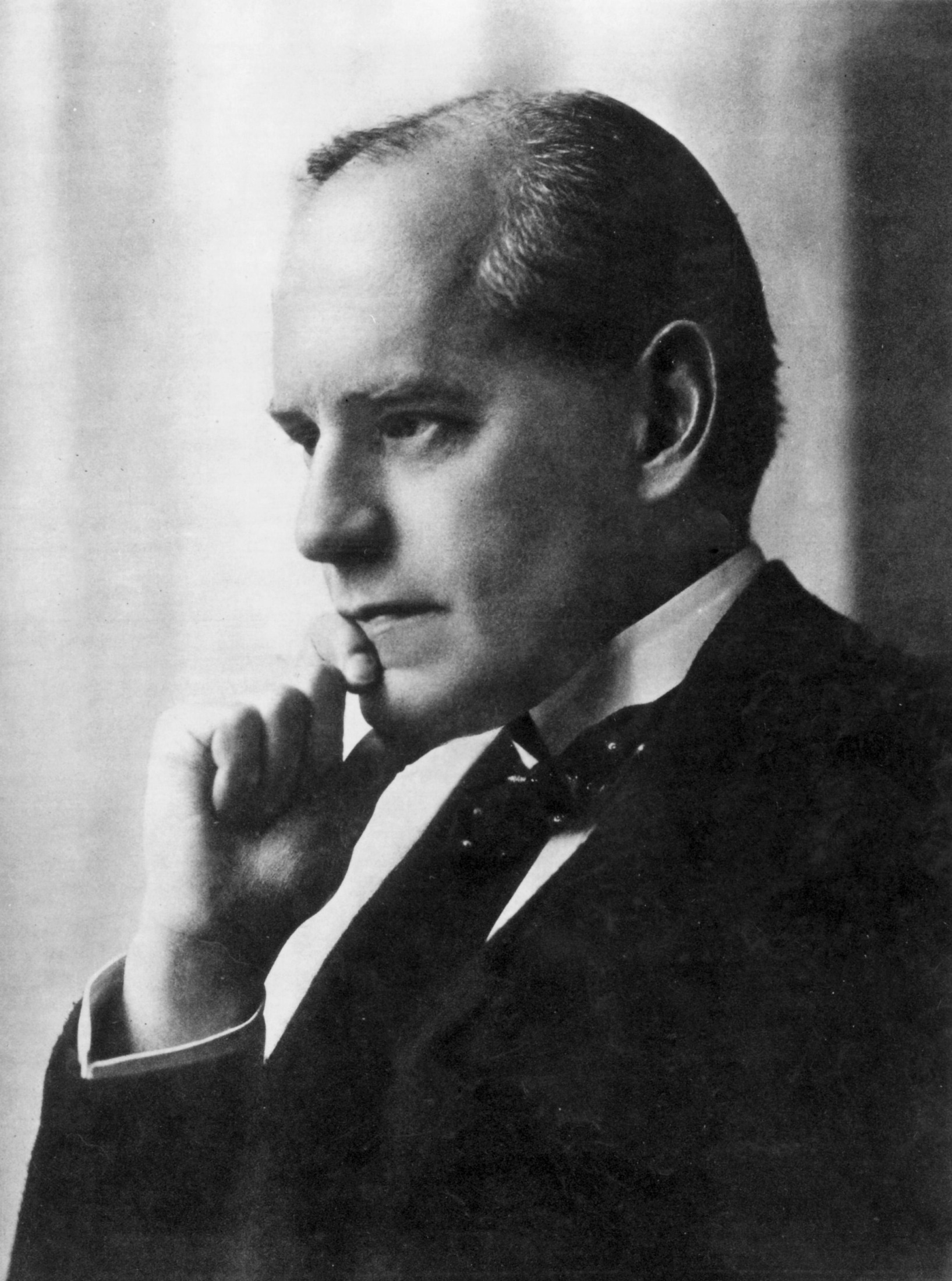
John Galsworthy

Alla fine del secolo i maggiori drammaturghi fanno il loro ingresso in scena: Oscar Wilde, irlandese di nascita, produsse il proprio repertorio proprio a Londra dove riscosse successo grazie alla satira delle sue commedie e all'anticonformismo presente in esse, grazie al quale lo scandalo e le situazioni incresciose vengono trasposte con delicatezza all'interno dell'austero mondo vittoriano. Fu proprio Wilde a permettere l'ingresso sulle scene inglesi del society drama, già precorso in Europa da Henrik Ibsen, grazie al quale l'alta borghesia veniva discussa nella propria intimità. Tra le opere più celebri di Wilde sono da ricordare le commedie L'importanza di chiamarsi Ernesto, Il ventaglio di Lady Windermere del 1892, Una donna senza importanza del 1894, Un marito ideale del 1895 e il dramma Salomè del 1891, nel quale si affacciano molteplici significati religiosi in una trasposizione di una vicenda biblica.

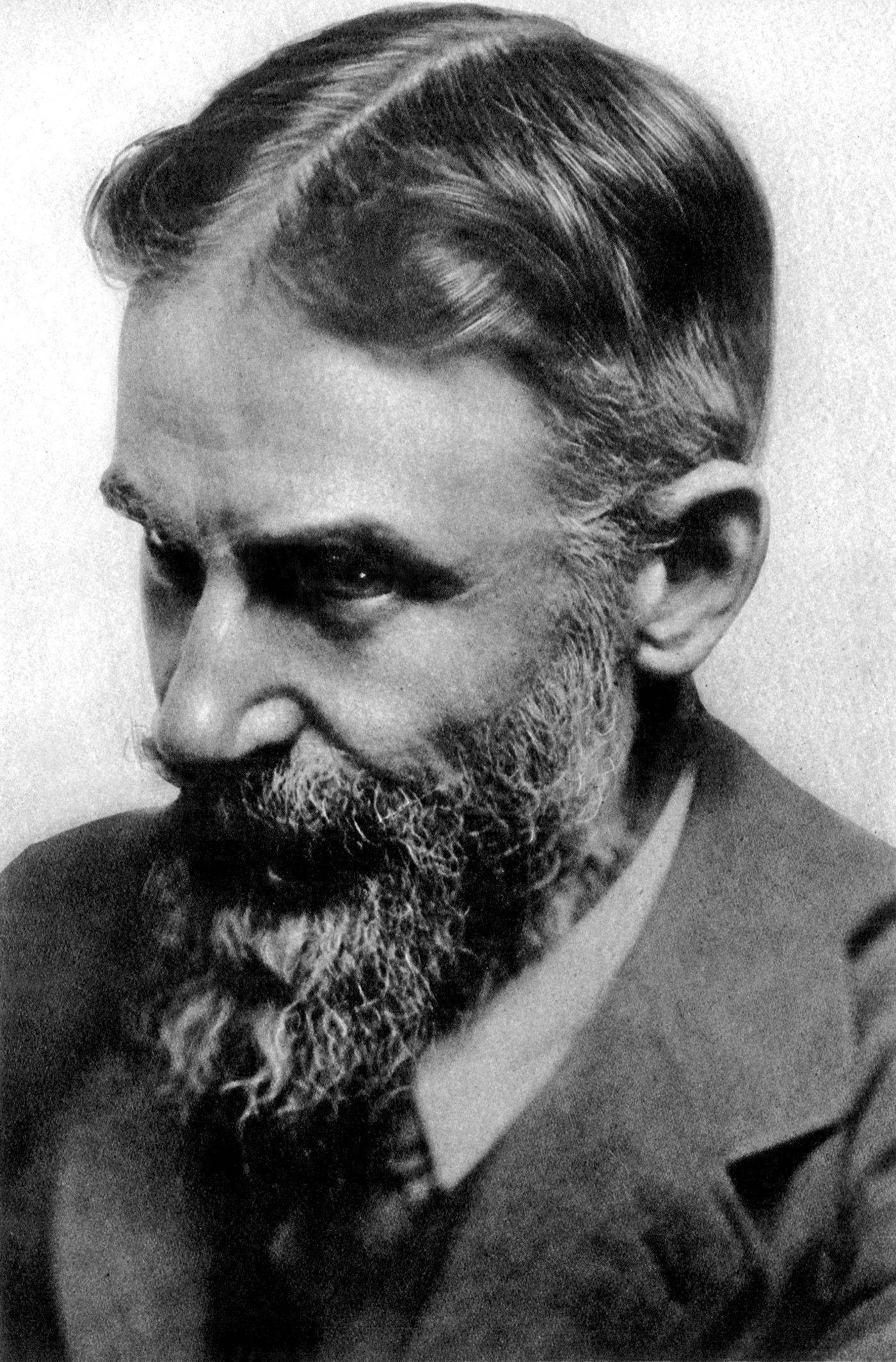
George Bernard Shaw

Il society drama o dramma sociale ebbe numerosi epigoni in drammaturghi di minor successo come Arthur Wing Pinero, nella cui produzione teatrale, dopo qualche esperienza attoriale, si ritrovano sia farse che veri e propri drammi sulla società contemporanea come The Second Mrs Tanqueray del 1893 o His House in Order del 1906. A lungo termine vi si specializzò anche Henry Arthur Jones, concorrente più anziano di Pinero, che iniziò la sua carriera come autore di melodrammi. Meno celebri dei due furono poi Harley Granville Barker, il premio Nobel John Galsworthy, William Stanley Houghton e Harold Brighouse: questi ultimi due furono più attivi in provincia che nella capitale. Sul versante della commedia leggera sono da segnalare Henry Davies e Alfred Sutro.
Un'altra delle maggiori figure del secolo fu l'irlandese George Bernard Shaw, il cui successo però arrivò solo nei primi anni del secolo successivo: Shaw, che iniziò la sua carriera come critico teatrale, fu forte oppositore della pièce bien fait utile solo all'intrattenimento e non alla diffusione di idee e di critica. Autore di sessantasei drammi, sperimentò differenti forme di teatro riversando in esse in parte le sue idee socialiste e affrontando dai temi religiosi e politici fino alla satira sociale. Celebre divenne il suo Pigmalione, di derivazione oraziana, grazie al musical e poi film My Fair Lady.

## Il Novecento
Il Novecento teatrale inglese inizia, così come in molte altre nazioni, dopo la fine della prima guerra mondiale, che determinò un cambio di costumi a livello sociale tali da costituire un taglio netto con l'assetto della precedente società ottocentesca. Come per il secolo appena trascorso, anche il Novecento si prefigura carico di esperienze innovative e diversificate, proponendo un modello di teatro contemporaneo molto produttivo e vivo grazie all'incremento esponenziale delle sale teatrali (nella sola Londra saranno attive, agli inizi degli anni novanta, almeno 130 sale) molte delle quali specializzate, grazie alla formazione di nuove compagnie, in specifiche tipologie di rappresentazioni legate a diversi movimenti culturali o di pensiero.

### L'architettura e la scenografia
Dal punto di vista architettonico e scenografico, la storia del teatro inglese non si discosta molto da quella coeva delle nazioni europee. Se da un punto di vista strutturale i nuovi teatri tendono a porsi come poli di riqualificazione urbana e del tessuto urbanistico, in linea con le moderne concezioni dell'architettura, dall'altro modificano la pianta del teatro all'italiana preferendo una platea e una balconata che permettano una migliore fruizione globale dell'evento scenico, anche in vista della polifunzionalità della struttura teatrale che si configura come spazio utile all'allestimento di eventi non solo strettamente legati all'arte drammatica.
Nuovi materiali ignifughi, che col progresso della chimica industriale divennero sempre più sofisticati, divennero d'obbligo nelle strutture teatrali, onde evitare il rischio di incendi che, come nel caso del teatro Drury Lane di Londra, erano stati più volte nel corso dei secoli il motivo della distruzione di tali stabili.
La scenotecnica abbracciò pienamente l'utilizzo della corrente elettrica, che se da un lato permise nuove e variegate funzionalità nell'illuminotecnica, dall'altra ridusse la forza lavoro necessaria ai movimenti della scenografia, meccanizzando i movimenti dei praticabili e della torre scenica in funzione di un'ampia libertà di realizzazione delle necessità artistiche di registi e scenografi con maggiore funzionalità degli apparati meccanici. Le innumerevoli sperimentazioni in tali campi sono quindi impossibili da elencare.

### Il sistema teatrale
Come in ogni parte dell'occidente, il teatro nel secolo scorso subisce la concorrenza di cinema prima e della televisione poi. A pagarne le spese sarà soprattutto il music-hall, soppiantato ben presto dalle pellicole cinematografiche, proprio nel periodo tra le due guerre quando al teatro si richiede maggiore spensieratezza in funzione di passatempo ludico e non come strumento di denuncia sociale o di informazione.
L'elevato costo della conduzione manageriale dei teatri, fino al secolo appena trascorso affidata alla figura dell'actor-manager, rende necessario l'intervento dello Stato per la sopravvivenza delle maggiori sale teatrali: nel 1946 nasce l'Arts Council, un ente statale con il compito di distribuire denaro pubblico sotto forma di contributi senza scopo di lucro. A beneficiarne saranno in molti, non ultime le due principali compagnie nazionali, la Royal Shakespeare Company (abbreviata RSC) con sede inizialmente all'Aldwych Theatre e il Royal National Theatre (RNT) con sede iniziale all'Old Vic, sorte quasi in contemporanea tra gli anni cinquanta e gli anni sessanta e la cui importanza ricorda il dualismo delle compagnie patentate di Carlo II d'Inghilterra.
Un polo teatrale di interesse divenne il West End, ancora oggi considerato uno dei centri della vita culturale londinese, sede di numerose compagnie le cui esperienze diversificate spaziarono dal teatro agit-prop al musical, dal teatro dei burattini al teatro ragazzi alla prosa nazionale e straniera.
Nel 1968 un importante avvenimento modificò radicalmente la drammaturgia e la messa in scena: in quell'anno fu di fatto abolita la censura nei teatri principali (il veto del censore non si applicava, infatti, ai circoli privati dove spesso si agivano spettacoli controversi), allargando il bacino di utenza del teatro alternativo. Un ulteriore circuito di diffusione delle opere teatrali divennero poi i festival, sempre più numerosi, di cui va doverosamente citato l'importante Festival di Edimburgo che si svolge tuttora in Scozia, teatro di prime rappresentazioni di numerosi capolavori contemporanei.
Nel 1976 venne istituito il The Society of West End Theatre Award, che nel 1984 cambiò nome in Laurence Olivier Award in onore dell'attore Laurence Olivier, che ad oggi rappresenta il più prestigioso premio teatrale inglese. Precedentemente, nel 1955, venne istituito con patrocinio del giornale Evening Standard l'Evening Standard Award: mentre il primo premia le produzioni del West End, la seconda è aperta a tutti gli eventi dei teatri di Londra. Un bacino più ampio abbraccia, invece, il Critics' Circle Theatre Award, che premia annualmente le produzioni dell'intera Gran Bretagna.

### Gli attori

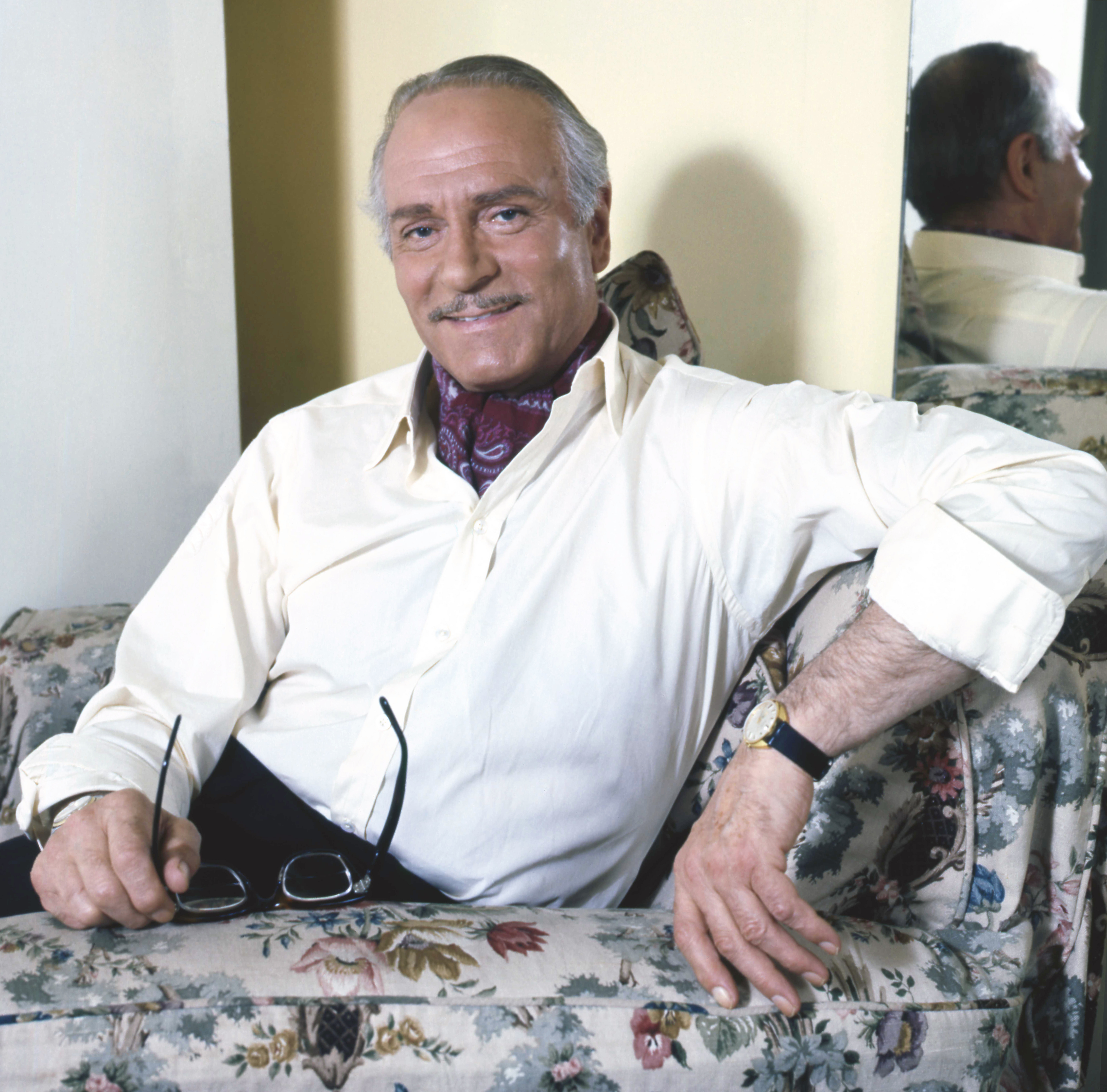
Laurence Olivier

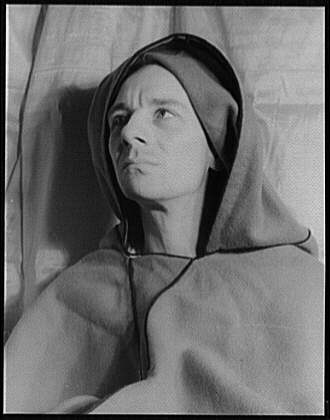
John Gielgud

La maggiore distribuzione di denaro pubblico sancita dall'Arts Council permise una politica di formazione degli attori all'interno delle nuove compagnie già all'inizio del nuovo secolo. In questa politica si formarono attori del calibro di Laurence Olivier, pluripremiato interprete di numerose pièce drammatiche come di pellicole cinematografiche e capofila della RNT, o John Gielgud, suo rivale nella RSC, fautore di alcune tra le più celebri interpretazioni shakespeariane del secolo scorso.
Sempre tra le file della RSC crebbero talenti come Edith Evans, Peggy Ashcroft, Paul Scofield e l'irlandese di nascita Peter O'Toole, mentre nella RNT si formarono altre celebrità come Maggie Smith.